# 門司の歴史

現在の門司区

門司の歴史（もじのれきし）では、現在の福岡県北九州市門司区に当たる地域の歴史について述べる。

## 概要
門司は、本州から九州への玄関口であり、また、日本海と瀬戸内海を結ぶ場所でもあり、古くから交通の要衝であった。豊国（後に豊前国）企救郡に属し、大化の改新の頃に関所（門司関）が設けられたと推測される。「門司」の名の初出は、天平年間の木簡であり、「門を司る」すなわち関所の意味と考えられる（→飛鳥・奈良・平安時代）。
平安末期には、九州北部との結び付きの強かった平氏が門司を支配したと考えられ、屋島の戦いに敗れた平氏は、門司関に拠り、この地に安徳天皇の「柳の御所」を構えたが、関門海峡の壇ノ浦の戦いで敗れ、滅亡した。その後は平家没官領として鎌倉幕府に与えられた。13世紀半ば、下総親房が得宗によって地頭職に任命されて門司関に下向し、その後土着化して門司氏を称するようになった。鎌倉時代後期に豊前国守護として企救郡を支配したのは北条氏の一族金沢氏であった（→源平合戦・鎌倉時代）。
南北朝時代、九州北部では、北朝九州探題方に対し南朝宮方（懐良親王派）が次第に優勢となったが、門司氏一族は探題方と宮方に分裂し、門司城や猿喰城をめぐって攻防戦が続いた（→南北朝時代）。戦国時代には、中国地方の大守護大内氏が門司氏を国人として家臣団に組み込みながら、北九州に勢力を及ぼした。門司は、日明貿易の拠点としても重要な役割を果たした（→大内氏）。陶晴賢の謀反によって大内氏が滅ぶと、戦略上の要地であった門司城は毛利元就と大友義鎮（宗麟）との間で度重なる奪取合戦の的となった（→門司城の戦い）。豊臣秀吉の九州国分で、門司を含む企救郡は毛利勝信に与えられた（→安土桃山時代）。
関ヶ原の戦い後、豊前国は細川忠興に与えられ、門司は小倉藩の統治下に置かれた。一国一城令によって門司城は破壊された（→細川氏）。1632年に移封した細川氏のあとに小笠原忠真が入国し、小倉藩を引き継いだ。大里地区は関門海峡を渡る際の宿駅・港町として各藩の本陣が設けられたが、北前船航路の寄港地として繁栄した下関に比べると、田野浦港が風待ち、汐待ちの補助的な港として利用されたにとどまった。今の門司港地区は、塩田が広がるひなびた土地であった（→小笠原氏）。開国後、小倉藩は佐幕派に立ち、第二次長州征討に際しては、幕府から尊攘倒幕派の長州藩への討ち入りを命じられたが、逆に長州軍が田野浦や大里に上陸して侵攻してきて小倉藩は撤退を余儀なくされ、門司を含む企救郡は、明治3年まで長州藩の占領支配下に置かれた（→幕末・明治維新）。
寒村であった門司の転機が、1889年（明治22年）以降の築港と鉄道敷設であり、門司港は筑豊の石炭の輸出港として急速に発展を始めた。商社や金融機関が次々門司港に支店を構え、大里地区には鈴木商店系の製糖・製粉などの工場が建設された。1899年（明治32年）にはいち早く市制施行し門司市が成立した（→明治時代）。大正時代にかけて、門司港は石炭輸出からセメント会社、製糖会社、紡績会社などの製品輸出・原料輸入にシフトしていき、日本有数の貿易港として栄えた。「バナナの叩き売り」も名物となった。門司港地区には銀行や商社が集まり、「一丁倫敦」と呼ばれた。一方、港湾労働者の生活水準は低く、米騒動も大規模化した（→大正時代）。昭和期に入ると大連航路などの国際航路も開けた。貨物量の激増を受けて関門鉄道トンネルが開通したのは1942年（昭和17年）である。太平洋戦争末期には、門司は度々空襲を受けたほか、関門海峡への機雷投下を受け、海峡が封鎖される事態となった（→戦前から太平洋戦争）。
戦後は、機雷による港湾閉鎖が長期化したこと、主要な貿易先であった中国との国交が断たれたことなどから、門司港の地位は低下していった。1963年（昭和38年）、門司市は小倉市、若松市、八幡市、戸畑市と五市対等合併し、北九州市の門司区となった。1958年（昭和33年）の関門トンネル開通に続き、1973年（昭和48年）の関門橋開通、1975年（昭和50年）の新幹線開通により、門司の通過点化が進み、企業は小倉や福岡市に流出し、経済はますます沈滞した。末吉興一市長が打ち出した「門司港レトロ」構想によって、門司港地区に残る歴史的建造物の保存・活用が行われ、1995年（平成7年）にグランドオープンした。その後も観光開発が進み、賑わいが生まれた。一方、観光以外の地域の活性化には課題もある（→戦後）。

## 縄文・弥生時代
周防灘側の猿喰や平山では、縄文時代のものと見られる土坑墓が発見され、櫛毛川や中畑では、土器、鏃が発見されている。これらは、九州自動車道建設の際の調査で発見された。中畑遺跡（縄文後期後葉）では、竪穴建物跡が確認され、三万田式土器を出土した。櫛毛川遺跡（縄文後期末葉-晩期初頭）で発見された土器は、小さな破片ばかりである。
弥生時代の遺跡としては、大里地区の大里桃山遺跡、周防灘側の大積浜方遺跡で、土器等が出土している。弥生時代、稲作の先進地域だった北部九州の中でも、遠賀川以東の北豊前は、遠賀川以西（福岡平野、筑後平野、唐津平野）とは文化が異なり、重弧紋、綾杉紋、羽状紋、山形紋などを施した多彩な壺は北豊前独特の文化であるとされる。

## 古墳時代
古墳時代の遺跡としては、周防灘側の猿喰に船泊古墳、大里地区に黄金塚古墳、小森江地区の門司港寄りに丸山古墳と呼ばれる古墳があったとされるが、現存しない。丸山古墳は、1916年（大正5年）に工事で破壊され、五獣鏡1（東京国立博物館蔵）、鉄刀3が発見された。企救半島は、当時、豊国企救郡に属していたが、豊国の中では京都郡（現代の行橋市、勝山町、苅田町）にひときわ大きい前方後円墳が多数作られており、京都郡の首長が大和政権との結び付きを築いていたと考えられる。企救郡の中では、小倉南区の曽根、貫に前方後円墳が集中している。
大和時代には、新羅、百済、高句麗の船が関門海峡に発着したと考えられる。門司には、関門海峡沿いに白木崎新羅町、葛葉百済町、小森江高麗町、周防灘沿いに白野江という地名が残っており（一部は町名改正により消滅）、3国と縁のある地名であるとされる。
527年、筑紫国の豪族磐井による磐井の乱が起き、磐井は火国・豊国まで勢力を張ったが、ヤマト王権によって鎮圧された。その戦後処理として、ヤマト王権は征服地に屯倉を設置したが、その一つである腠碕屯倉は、山陽道が関門海峡を渡る地点である門司の田野浦に当たると見られる。有力な豪族の支配地域ではなく、軍事・交通上の理由から屯倉が置かれたと考えられる。

## 飛鳥・奈良・平安時代

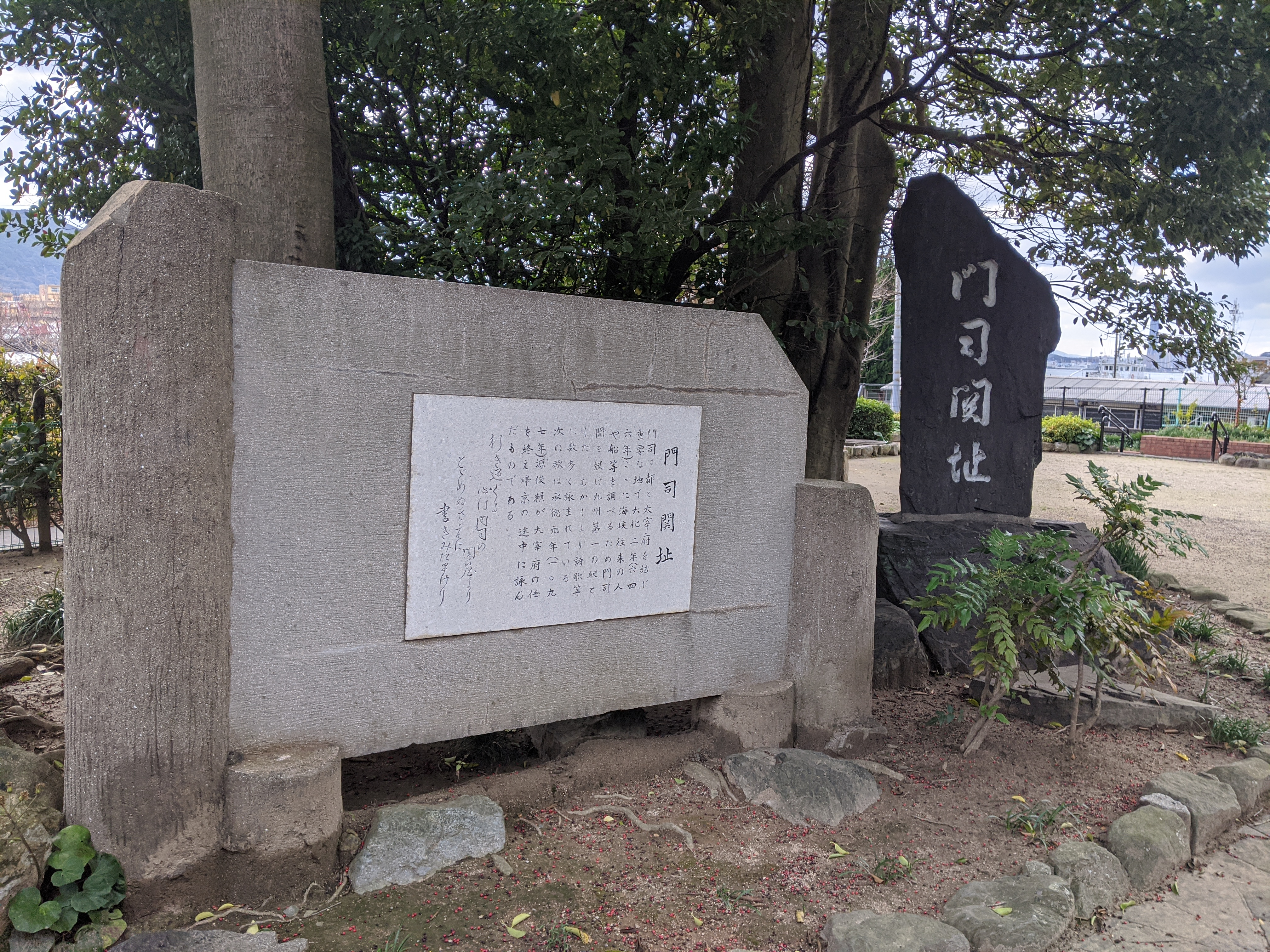
和布刈地区にある「門司関址」石碑。

646年（大化2年）、改新の詔が出され、その中に「関塞」を置くとの文言がある。この時、門司に関所（杜碕関、後に門司関）が設けられたと推測されている。和布刈神社の近くに、門司関址の碑が建てられている。
701年（大宝元年）に制定された大宝令により、大宰府の官制が確立し、大宰府が西海道（九州の筑前、筑後、豊前、豊後、肥前、肥後、日向、薩摩、大隅の9国と3島）を管轄することとなった。この頃（7世紀末）、豊国は豊前国と豊後国に分割されており、門司は小倉とともに豊前国企救郡に属する。西海道の調庸は、その他の地域と異なり、京ではなく大宰府に納められ、大宰府から京進分が京に送られる仕組みであった。

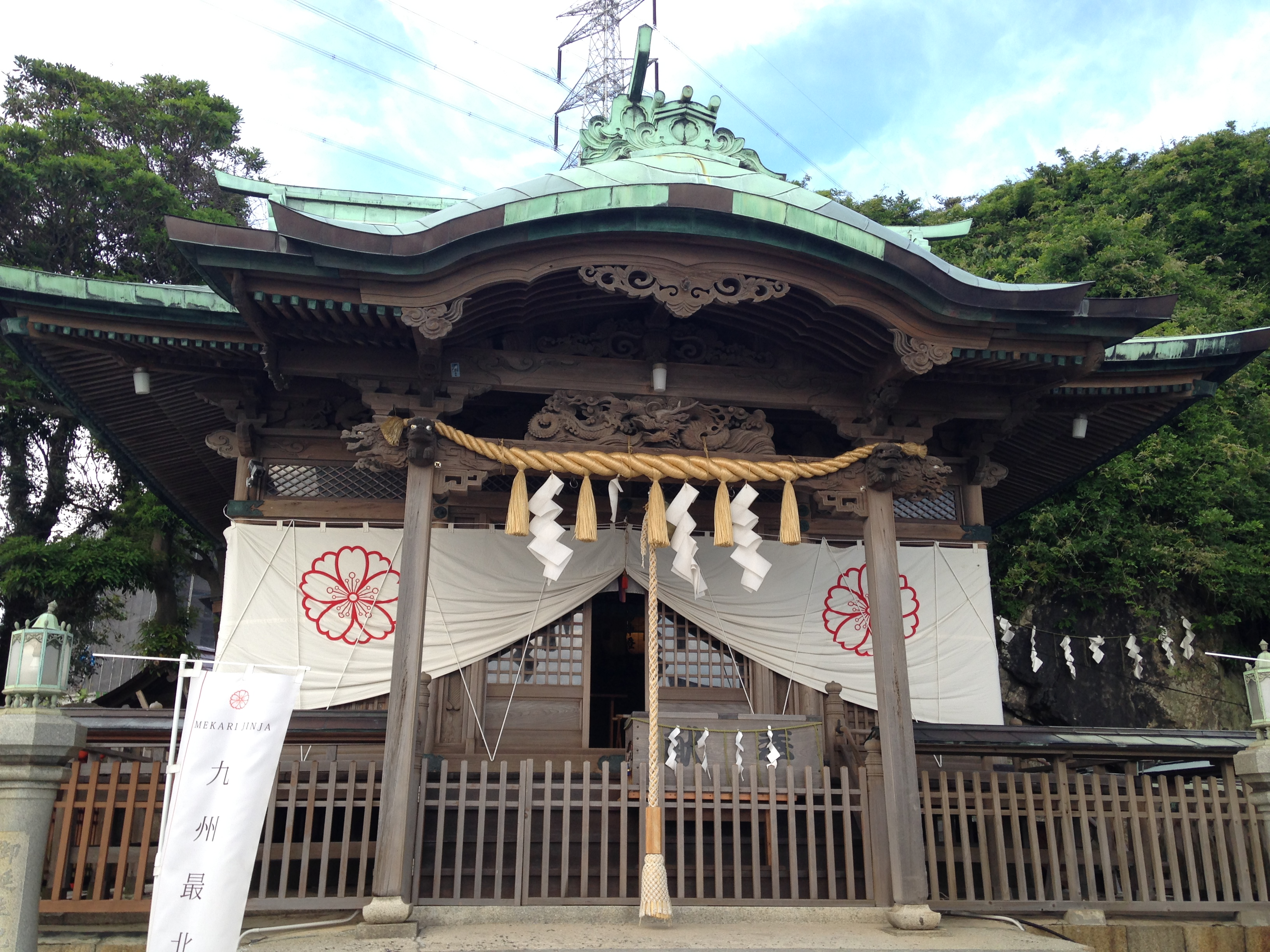
和布刈神社拝殿。

大宰府を中心に道路網が整備され、大宰府から京に向かう大宰府道は、門司の杜埼の駅家に至って関門海峡を渡り、山陽道に通じていた。延喜式には、「豊前国 社碕 到津各十五匹」との記載がある。杜埼（社碕）の場所については、田野浦ないし和布刈とする見方、小森江あるいは小倉北区合馬との見方がある。710年（和銅3年）には、和布刈神社の和布刈神事でとれたわかめを朝廷に献上したとの記録がある。
『万葉集』には、門司を詠んだ可能性のある歌がいくつか収載されている。
これは、柿本人麻呂が京から大宰府へ向かう途中に赤間関から門司関へ渡る際に詠んだ歌であるとの見方がある。
これは、720年（養老4年）に隼人の反乱鎮圧のため征隼人持節大将軍に任じられた大伴旅人が同様に門司関に渡った際に吉野を懐かしんで詠んだと言われる（異説もある）。
740年（天平12年）には、大宰少弐（大宰府長官）である藤原広嗣が反乱を起こし、筑前・豊前・隼人の兵を率いたが、鎮圧された。
山口県美東町の長登銅山跡で出土した天平年間の木簡に「豊前門司」とあるのが、門司の名の初出である。文献上の初出としては、796年（延暦15年）11月21日の太政官符に「豊前門司」という地名が見える（『類聚三代格』所収）。これによると、大宰府管内から瀬戸内経由で摂津国難波に至る海上通行に際し、門司で大宰府発行の過所の勘検が行われていたという。「門を司る」すなわち関所の意味と考えられる。それと同時に、旧名杜崎の「もり」が「もじ」になまったという考え方もある。『日本三代実録』によれば、門司は、豊前国司の監督のもと、大宰府の管轄下にあった。1001年（長保3年）に大宰帥に赴任した平惟仲は、佐伯良方を門司関別当に任じ、宇佐神宮に対する圧迫政策をとったが、激化する対立の中、1004年（長保6年）、佐伯が宇佐大宮司大神邦利の従類に殺害される事件が起きた。その後も大宰府と門司関との密接な関係は続いた。
門司関は、音が通ずることから「文字関」とも呼ばれ、12世紀には歌枕として『梁塵秘抄』、『散木奇歌集』、『金葉和歌集』等の歌集に登場する。

## 源平合戦・鎌倉時代

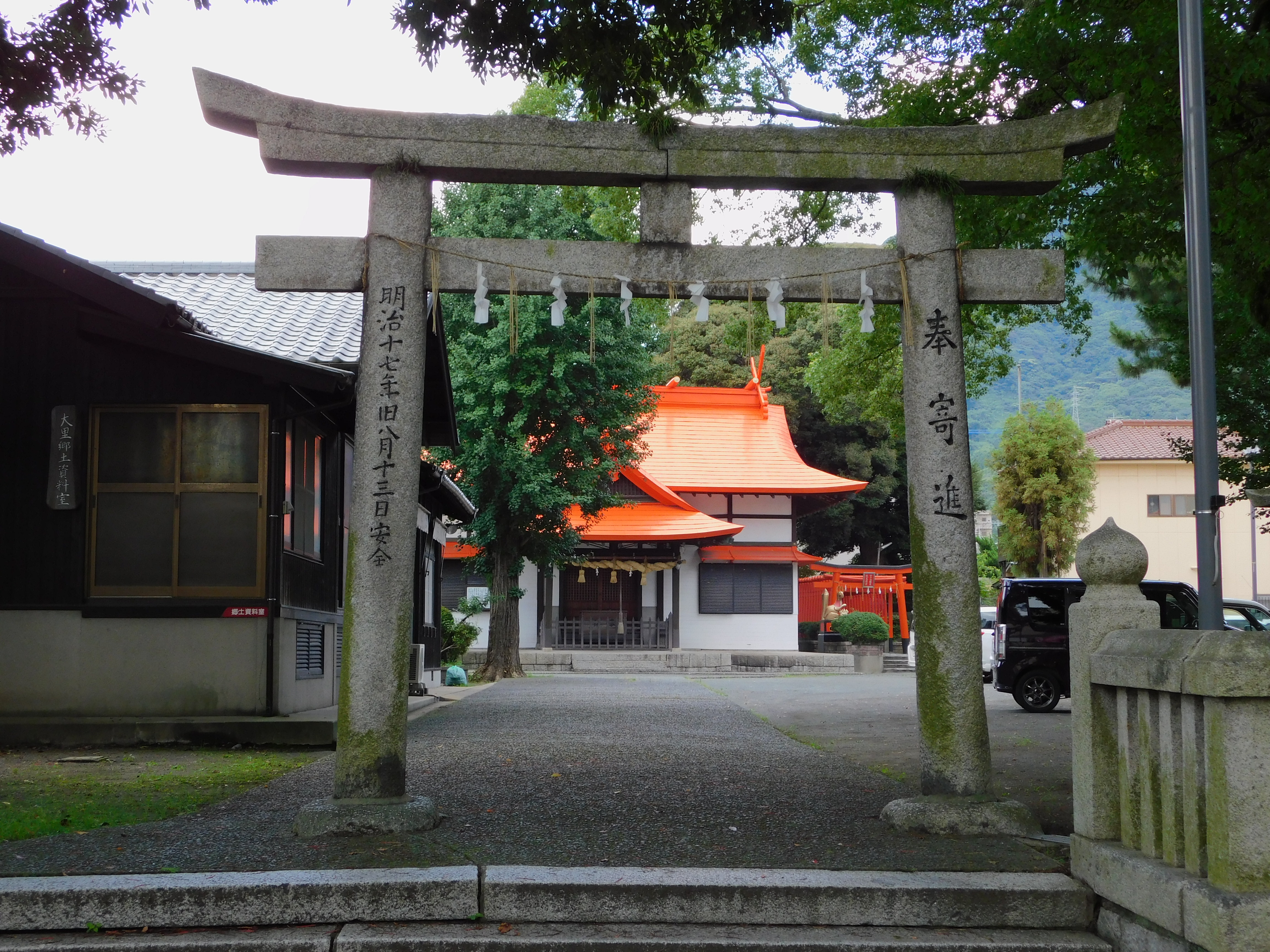
大里地区にある御所神社。安徳天皇の行在所（柳の御所）とされた。

保元の乱・平治の乱後の1167年に大宰大弐に任じられた平頼盛は、大宰府に現地赴任し、九州北部の有力武士との結び付きを強めた。平氏は対外交易を重視しており、その一環として、大宰府直轄下にあった門司関も支配下に収めたと考えられる。しかし、平氏は、1185年（寿永4年）に屋島の戦いに敗れて追い詰められ、門司関に拠り、西下する源氏と対決することとした。平氏は、大里に安徳天皇の「柳の御所」を構えた。なお、「大里」の地名は、内裏から来ている。この時、平知盛が家臣紀伊通資に命じ、古城山に山城を築かせたのが、門司城の始めであるとされる。源義経が平氏の彦島の陣地を攻め、源範頼が九州に上陸して門司の城を破ると、追い詰められた平氏は、壇ノ浦の戦いで敗れた。門司区内には、平氏の死者をとむらった数か所の平家供養塚や殿墓が残っている。
平氏が九州に持っていた所領は平家没官領として召し上げられ、その多くが鎌倉幕府に与えられた。門司関もその一つである。

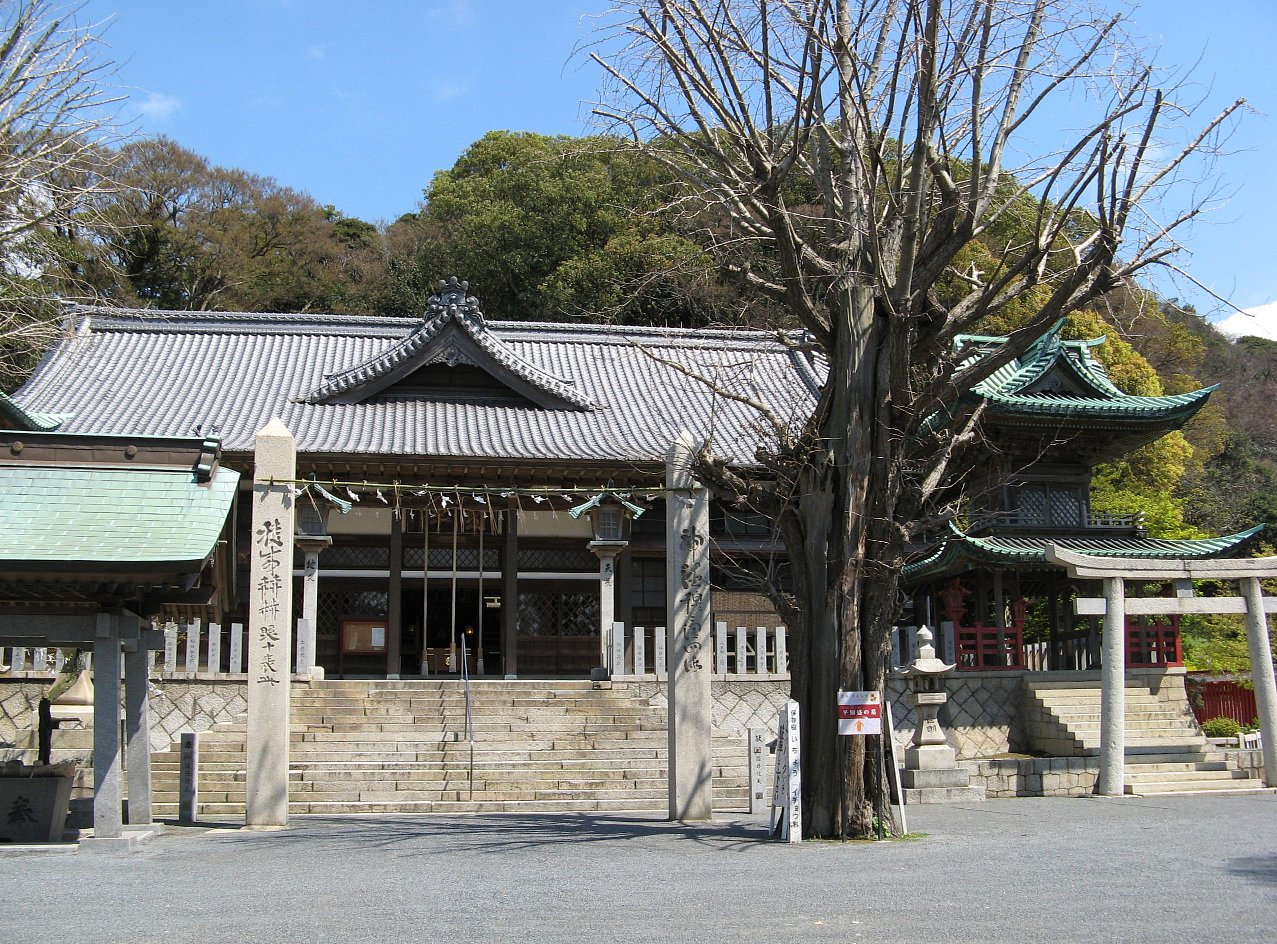
旧門司にある甲宗八幡神社。860年（貞観2年）、清和天皇の命による創建と伝えられ、神功皇后着用の甲を神体とする。

1244年（寛元2年）、北条時頼の時代、門司氏の祖となる下総（藤原）親房が門司関に下向してきたと伝えられている。『門司氏系図』によれば、70余艘の兵船を率いてきたとされ、この水軍力によって関門海峡を守ったと考えられる。北条氏が地頭職を有する門司関領田の代官（地頭代）に補任されたものと考えられる。もっとも、親房は、菊池氏の妨害により、赤間関から門司に上陸することができず、任命されてから11年後の1255年（建長7年）にようやく上陸することができたとされる。当時、門司関は、楠原（門司港地区）、柳（大里地区）、大積、伊川、吉志、片野（小倉北区三萩野付近）の門司関6か郷に分かれていた。甲宗八幡神社は、もと門司関八幡宮といい、門司関6か郷の産土神として、門司氏の崇敬を受けた。門司6か郷には、下総氏が支配する門司関領田と、八幡宮領が混在していた。下総氏は、当初、本城である門司城のほかに、三角山城（楠原郷）、足立城（片野郷）、若王子城（柳郷）、寒竹城（吉志郷）、金山城（大積郷）の5支城を構えた。
下総氏は、鎌倉末期から南北朝時代にかけて土着化して門司氏を称するようになり、それぞれの所領ごとに片野系門司氏、吉志系門司氏などと呼ばれる。門司氏は、得宗被官として、得宗領となった門司関を支配した。また、鎌倉後期の1279年（弘安2年）頃、北条氏の一族北条実政（金沢実政）が豊前国守護であった時期に、企救郡が金沢氏の所領となったと考えられる。これは元寇という外圧を背景に北条氏が鎮西探題を設置するとともに九州の守護職を奪っていった一環であり、九州で北条氏以外の有力守護に残されたのは少弐氏の筑前国、大友氏の豊後国、島津氏の薩摩国だけとなった。

## 南北朝時代
1333年（元弘3年）、足利高氏（尊氏）が鎌倉幕府の六波羅探題を滅ぼすと、鎮西探題の支配を受けていた少弐氏・大友氏・島津氏が寝返って鎮西探題を滅ぼした。後醍醐天皇による建武の新政が行われたが、金沢氏を継いで企救郡を領有していた北条高政（規矩高政）が建武政権に対する反乱を起こした。門司城では、柚板広貞、門司種俊（下総氏系の門司氏とは別系統と思われる。）が高政に与して立てこもった。
一方、下総氏系の門司氏としては、門司親胤（吉志系）、門司親章（大積系）が足利尊氏に従っている。尊氏が門司6か郷の地頭となり、門司氏はその地頭代となったと見られる。尊氏は1336年（建武3年）に建武政権に反旗を翻して敗走し、大宰府に入ったが、この時、門司親胤も尊氏に従い、その軍功に対し尊氏からの感状を受け取っている。
観応の擾乱で尊氏と足利直義が対立する中、直義の養子足利直冬が九州に入ると、九州は、北朝九州探題方（尊氏派・一色氏）、佐殿方（直冬派・少弐氏）、南朝宮方（懐良親王方・菊池氏）の三つ巴の複雑な情勢となった。1351年（北朝観応2年・南朝正平6年）から翌1352年（北朝文和元年・観応3年・南朝正平7年）にかけて、長門国守護の厚東武村が、兵船で門司関を度々攻撃したが、直冬方に付いた門司親胤はその撃退に成功した。
1352年、直冬が大宰府を去って中国地方に向かい、1355年（北朝文和4年・南朝正平10年）に懐良親王（征西将軍宮）が博多に入ると、九州は宮方の勢力下に入っていった。門司氏の中では、門司親胤やその子親尚を中心とする惣領家（吉志系、片野系、楠原系）は門司城を拠点とし、北朝探題方に従ったが、門司親頼を中心とする庶家（伊川系、柳系、大積系）は門司猿喰城を築き、征西将軍宮の令旨を奉受して南朝宮方に従った。宮方は1359年（北朝延文4年・南朝正平14年）の筑後川の戦いに大勝し、1361年（北朝康安元年・南朝正平16年）に探題方の拠点大宰府を制圧し、宮方菊池武光の軍勢が門司にも迫った。
1363年（北朝貞治2年・南朝正平18年）、探題方の門司親尚は門司城に立てこもり、企救郡に攻め寄せた宮方の菊池武光らに対し防戦した。その年の冬には、大内弘世・大内満弘の援軍を得た門司氏の探題方が、宮方だった柳城主門司親通を引き入れた上、宮方の門司親頼らが立てこもる猿喰城を攻撃した。2か月の激しい攻防戦の末、宮方の親頼らは討死した。親通は自害した。猿喰城が落城したことにより、豊前の宮方勢力はいったん後退したが、1364年（北朝貞治3年・南朝正平19年）、探題方の大内氏と宮方の厚東氏との争いが発生する中、菊池武光が門司城を奪取したため、門司親尚は少弐冬資とともに赤間関に亡命し、宮方への反撃のため転戦を続けた。
1371年（北朝応安4年・南朝建徳2年）、室町幕府によって今川了俊が九州探題に任じられ、北九州に上陸すると、次々と宮方の拠点を落とした。門司親尚は今川了俊のもとに参陣して九州各地を転戦し、了俊からの感状・軍忠状を受け取っている。

## 戦国時代

### 大内氏
今川了俊に従って宮方打倒に貢献した大内義弘が豊前国守護に補任され、中国地方の大守護であった大内氏の勢力が北九州に及んできた。一部の史書によれば、1397年（応永4年）、菊池武朝と少弐貞頼が蜂起した時、少弐の一族木綿和泉守が300余騎で門司城に立てこもり、義弘がこれを攻め落とし、以後は門司親常に門司城を守らせたとされる。義弘は1399年（応永6年）の応永の乱で守護職を失い、弟大内盛見は末弟大内弘茂に長門国・周防国を追われて豊後国に逃げた。盛見は、1401年（応永7年）に関門海峡を渡って領国を取り戻したが、この時、門司氏は盛見を助けている。将軍足利義教の時、大内盛見が筑前・豊前国守護職を回復し、以後、大内氏が守護職を世襲した。九州では、筑前の少弐満貞、肥後の菊池兼朝、薩摩の島津氏、豊後の大友持直が割拠しており、大内氏の九州進出は激しい抵抗に遭ったが、大内持世の時、豊前・筑前両国の平定に成功した。15世紀前半には九州探題の権威が失墜し、大内氏のような大名権力が荘園領主を支配するようになった。企救郡で勢力を張る門司氏のような土豪は国人と呼ばれ、大内氏は、門司氏や筑前の麻生氏のような国人を家臣団に組み込むことで地域支配を図った。

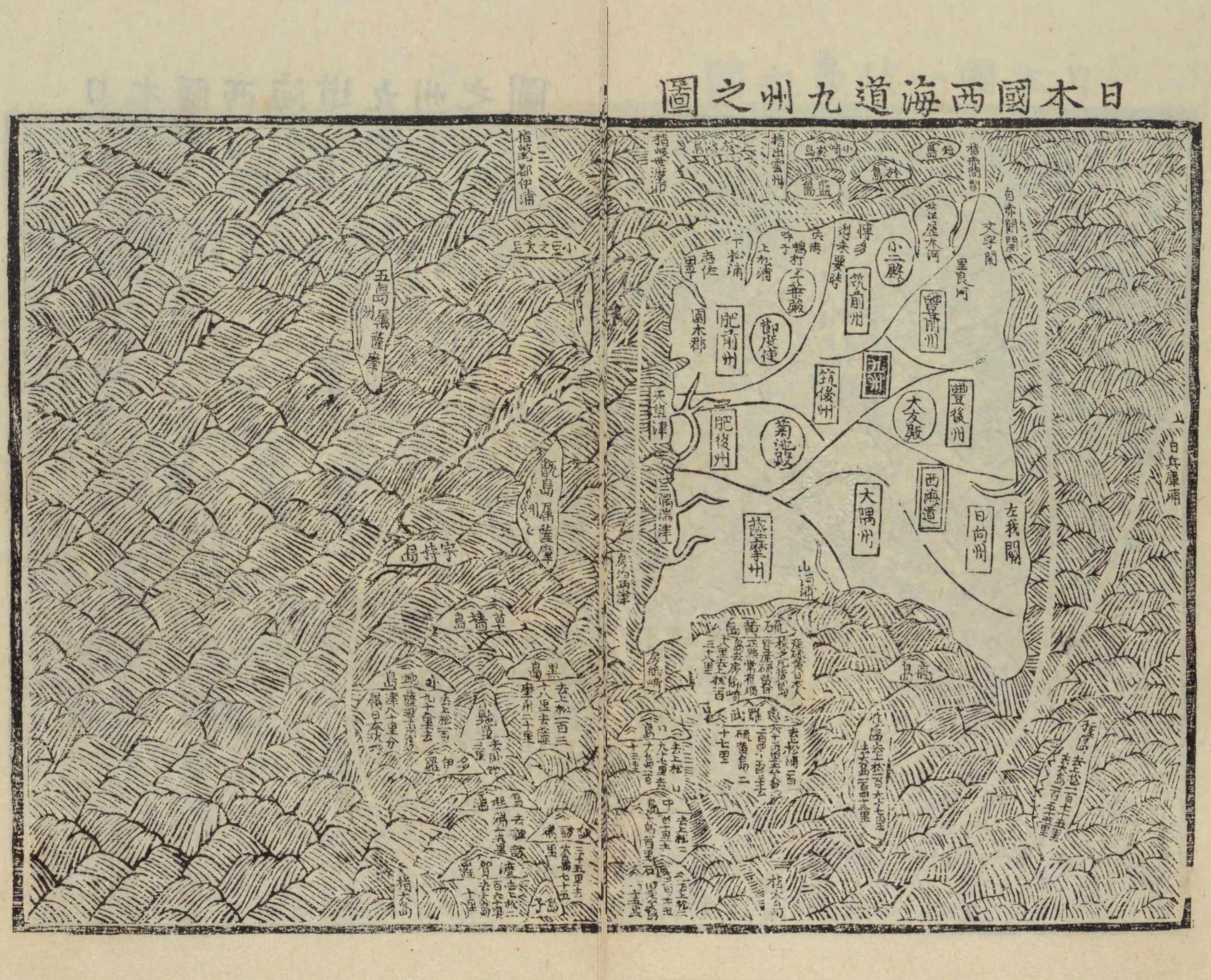
李氏朝鮮の申叔舟が著した『海東諸国紀』（1471年）の「日本国西海道九州之図」。

15世紀後半頃から、大内氏は日明貿易の実権を握るようになり、門司関は赤間関とともに日明貿易の重要な発着所となった。門司には、日明貿易に用いる勘合船を造る大規模な造船所があったと見られる。この頃成立した『海東諸国紀』の「日本国西海道九州之図」には、主要な港の一つとして「文字関」との記載がある。
1467年（応仁元年）、応仁の乱が始まると、豊前・筑前を支配する大内政弘が上京して西軍（山名宗全方）の主力として参戦した。すると、1469年（応仁3年）、東軍の細川勝元の策動に応じて豊後国の大友氏が豊前に攻め入り、少弐政資も筑前・豊前に攻め入った。大内政弘は、1477年（文明9年）、京都で応仁の乱の和議締結に成功すると帰国し、少弐政資を討って豊前・筑前を回復した。大内政弘の招きにより、連歌師宗祇が1480年（文明12年）に北九州を訪れ、その旅行記を『筑紫道記』として残している。この時、大内氏の家臣となっていた門司氏の門司宗親（宗近）や門司能秀が宗祇を接待している。
ここに現れる門司能秀は大積系の門司氏であり、1485年（文明17年）の大内氏の壁書（法令）には、大内氏の奉行人として名が挙がっており、大内氏の領国支配の中枢にいたことが分かる。1492年に大内政弘・義興が六角氏討伐のため上洛する際には、門司主計允氏頼（楠原系門司氏）が頂吉治部丞氏通（小倉の国人）とともに段銭催促奉行に任じられている。大友氏が筑前・豊前に侵入してくることも度々あったが、門司氏は所領安堵を受けている大内氏に付いて戦っている。しかし、天文年間、大内氏は仁保常陸介を門司城主にしたとされており、門司氏は門司城主の地位を去ったようである。

### 門司城の戦い

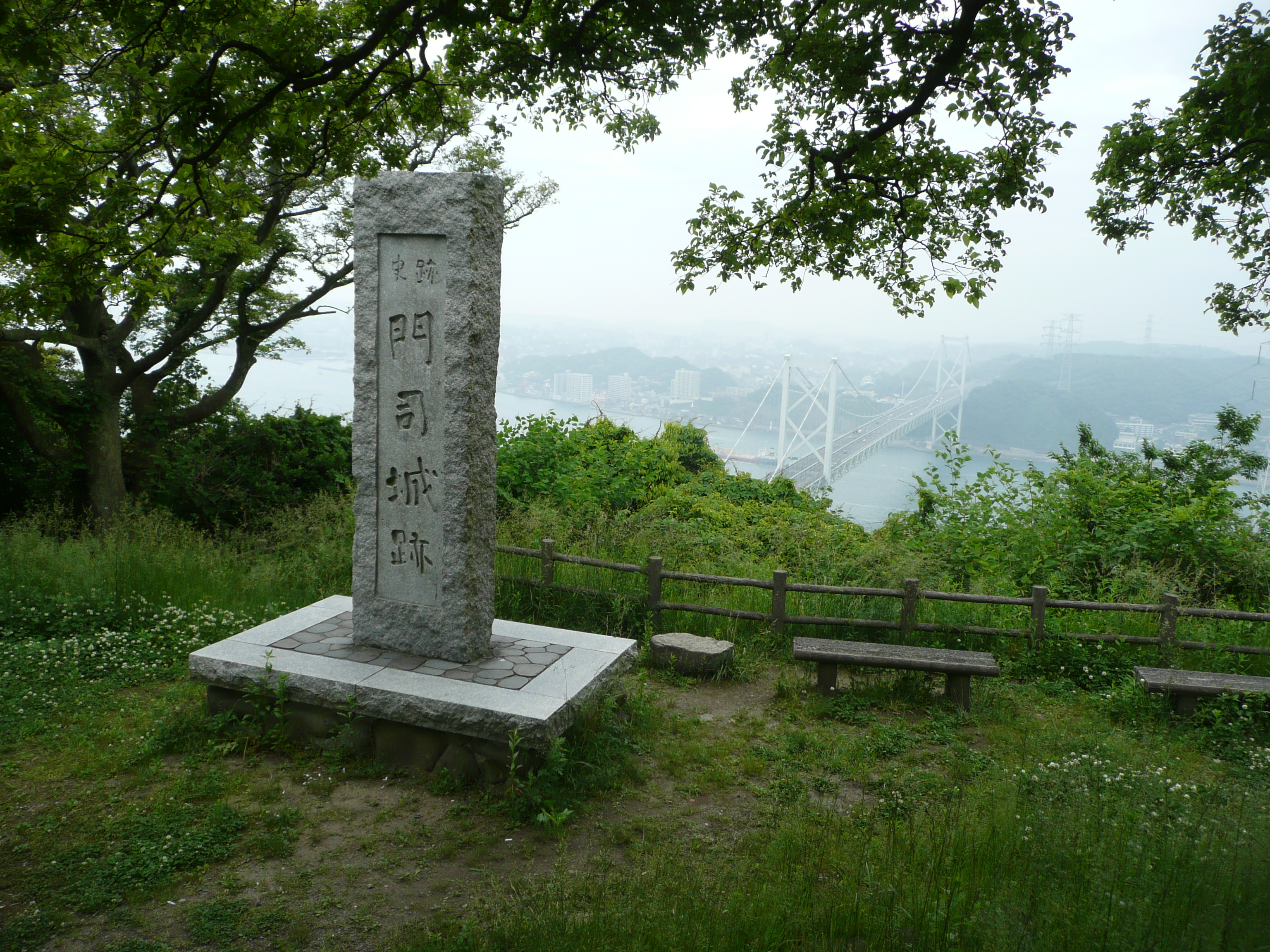
古城山にある門司城址。

1551年（天文20年）、大内義隆が重臣陶晴賢の謀反（大寧寺の変）によって自害した。陶晴賢は、豊後国の大友義鎮（宗麟）の弟大友晴英（大内義長）を大内氏の当主に迎えた。しかし、陶晴賢は、1555年（弘治元年）、大内義隆の遺臣毛利元就に攻められて敗死し、大内義長も1557年（弘治3年）、元就によって自害させられた。この時、大友義鎮が弟義長の救援に行かなかったのは、毛利との密約に基づき、北九州の大内領を大友氏が継承することを期待していたからのようである。
しかし、大友氏と毛利氏との間では、間もなく門司城をめぐる奪取合戦が繰り返された。1558年（永禄元年）6月、大友軍が守る門司城を、毛利方の小早川隆景が攻め取り、1559年（永禄2年）9月、大友軍がこれを奪還して城番怒留湯主人を置いたが、毛利方の仁保隆慰がその年あるいは翌1560年（永禄3年）、門司城を再度奪還した。その後も毛利と大友との門司城攻防戦は続くが、有名なのは1561年（永禄4年）の合戦である。その内容については大友方の史書と毛利方の史書で異なるが、毛利方が守る門司城を大友方が攻めたことが分かる。大友軍は苦戦し、最終的に門司から撤退を余儀なくされた。門司城は、戦略上の要地であり、関門海峡・瀬戸内海の制海権を握ることにもなったため、毛利氏・大友氏とも、この城の確保にこだわった。
大友義鎮は将軍足利義輝に働きかけて外交戦に訴えた。幕府の仲介により、1564年（永禄7年）、和平が成立し、毛利が門司城を確保しつつ、その他の九州から手を引くこととなった。毛利家の門司城城督は、仁保隆慰とその子仁保元豊が務めたと見られる。その後、毛利氏から大友氏に帰順した高橋鑑種が小倉城に配され、門司城を度々攻撃した。1571年（元亀2年）、門司城は鑑種勢に攻略され、翌1572年（元亀3年）、毛利氏がこれを回復したようである。

## 安土桃山時代

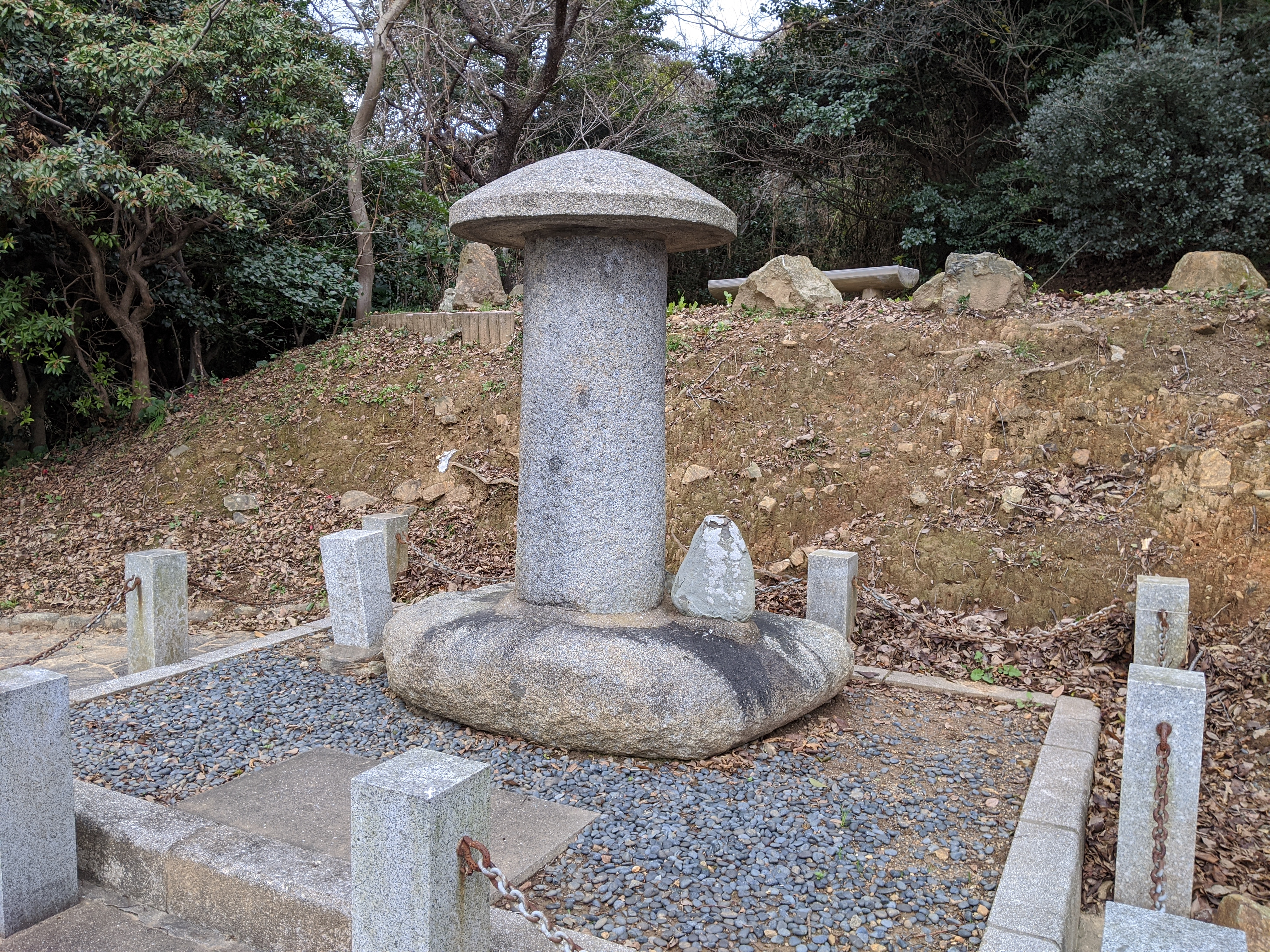
明石与次兵衛塔（再建されたもの）。

大友氏は、強大化する島津氏の圧迫を受けるようになり、1586年（天正14年）、豊臣秀吉の救援を求めたが、島津氏は秀吉の停戦命令に反して北九州に北上し、小倉城がその前線基地となった。一方、秀吉の命を受けた毛利輝元の軍は門司城に駐屯し、大里で島津方と交戦した後、小倉城を攻略した。秀吉は翌1587年（天正15年）、自ら九州に出陣し、島津氏を降伏させ、九州平定を達成した。
秀吉は、筑前国箱崎で九州国分（知行割）を行い、企救郡・田川郡6万石は毛利勝信（森吉成）に与えられた。なお、門司氏は、1585年（天正13年）までは企救半島を支配していた事実が分かるが、その後のことはよく分かっておらず、時代の転換期に支配権が失われたと見られる。
1592年（文禄元年）、朝鮮出兵中の秀吉が母の危篤を聞き名護屋城から大坂に向かう途中、関門海峡で突風にあおられ、暗礁に乗り上げて難破した。この時、船頭の明石与次兵衛が責任をとって門司柳ヶ浦で切腹したと伝えられる。後に小倉藩主細川忠興が与次兵衛の供養と航行の安全を願い、その岩の上に石碑を建てた。

## 江戸時代

### 細川氏
秀吉の死後、1600年（慶長5年）の関ヶ原の戦いで西軍に就いた毛利勝信は改易となり、豊前国は細川忠興に与えられた（現在の北九州市のうち、門司・小倉は細川氏の小倉藩、若松・戸畑・八幡は黒田長政の福岡藩に属した）。忠興は、小倉城を改修して居城とし、門司城には従兄弟の長岡（沼田）延元を置いた。

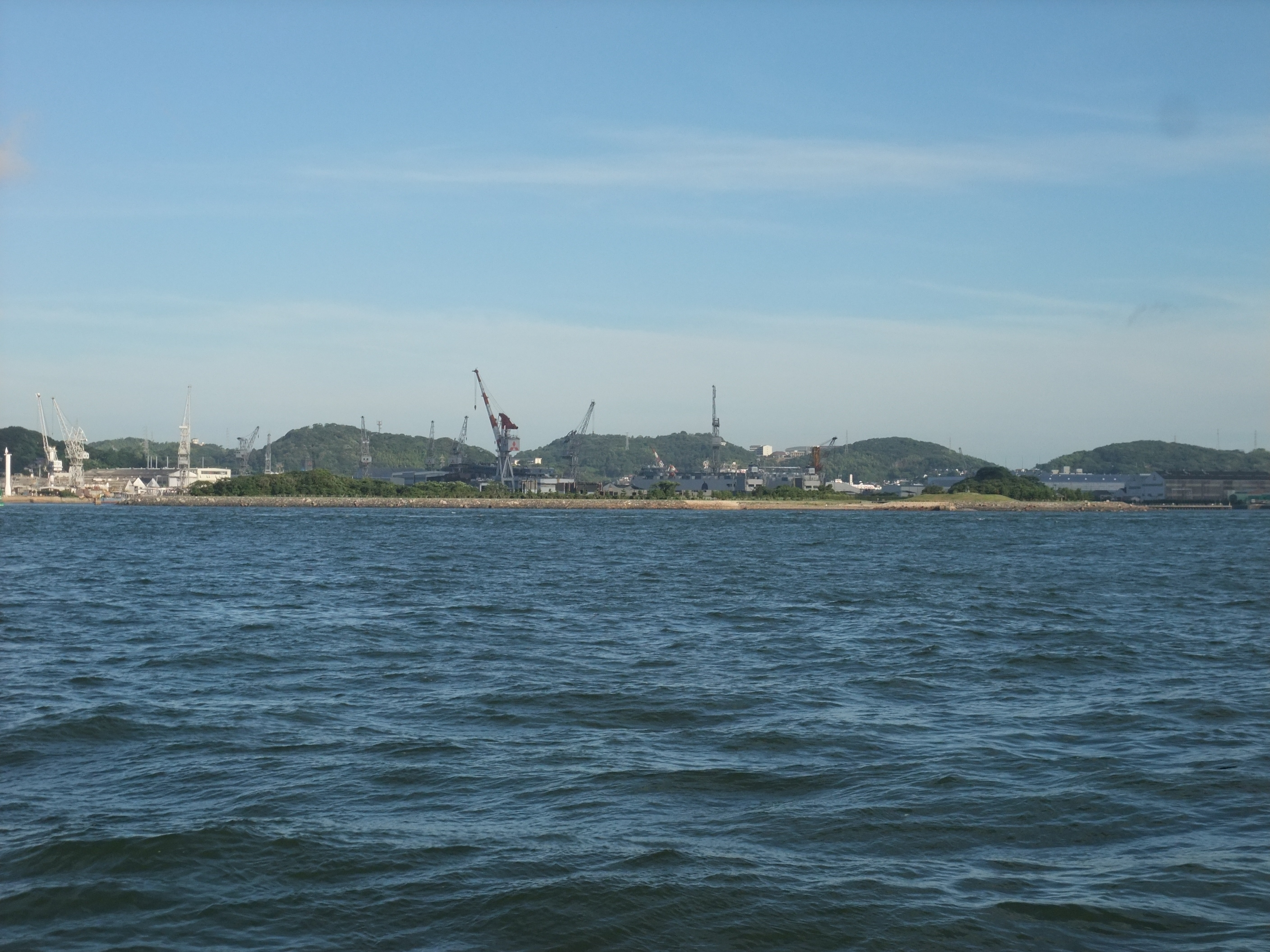
現在の舟島（巌流島）。大半は近代に埋め立てられたもので、宮本武蔵の決闘当時は約5分の1の1万7000平方メートルの舟形の無人島であった。

1612年（慶長17年）、剣術家宮本武蔵が、関門海峡の小島である舟島（巌流島）で、岩流という兵術の達人と決闘したとされる。門司城主沼田延元の子孫がまとめた『沼田家記』によれば、宮本武蔵は、岩流（小次郎）の弟子に追われ、門司城でかくまわれた後、豊後国日出にいた養父新免無二のもとに送り届けられたという。
1615年（慶長20年）、一国一城令が発せられると、門司城を含む領内の端城は破壊された。
2代藩主細川忠利は、村ごとの戸数、人口、牛馬数、職業を調べ、1622年（元和8年）に人畜改帳を完成させた。これによれば、企救郡の戸数は4426戸、人口は1万0895人（武士を除く）であった。また、1626年（寛永3年）には、実地調査に基づく検地帳の改正が行われた。細川氏は、20か村ほどを集めて手永という行政区域を作り、それぞれ1人の惣庄屋を置いた。企救郡には、7人（後に6人）の惣庄屋が置かれた。この制度は小笠原氏の時代にも継承され、幕末の時点で、企救郡には城野、富野、小森、片野、今村、津田という6手永があり、門司の村は富野手永に属している。

### 小笠原氏
1632年、細川氏は肥後国の加藤忠広のあとに転封され、そのあとの豊前国には明石藩主小笠原忠真（忠政）が入国した。これは、将軍徳川家光が、外様大名ばかりであった九州において、要所を押さえるために譜代大名である小笠原氏を配した国替えであった。小笠原氏は、自他ともに幕府の「九州探題」としての役割を認めていた。
1732年（享保17年）夏には、西日本を飢饉（享保の大飢饉）が襲い、企救郡でも餓死者5906人を出す大きな被害があった。
1757年（宝暦7年）から、大里村の庄屋を引退した石原宗祐が、遠浅の入江であった周防灘側の猿喰湾の干拓工事を行い、1759年（宝暦9年）、33町歩余りの新田開発に成功した。銀188貫余りの開発費は、宗祐が私財を投じたものといわれる。天明の大飢饉（1782年 - 1788年）の時、猿喰新田の備蓄米によりこの地の付近では餓死者が出なかったと伝えられている。
大里は、小倉と並んで、九州から本州に関門海峡を渡る重要な宿駅・港町であり、御茶屋や各藩の本陣が設けられていた。在番所が置かれ、渡航手形の発行や通行人改めを行っていた。長崎街道の起点は当初は小倉の常盤橋であったが、1799年（寛政11年）に長崎奉行が大里に船舶取締りの番所を設けてから大里が起点となり、小倉・大里間を門司往還と呼んだ。門司往還は、参勤交代の行列や公用人の通行・宿泊が多く、藩は百人夫という組織を設け、助郷役に当たらせた。1802年（享和2年）にこの地を訪れた菱屋平七は、『筑紫紀行』の中で、「豊前門司浦には人家百五六十軒ばかりあるが見ゆ。[中略]大裡[大里]は[中略]人家三百軒ばかりあり。諸侯方の渡海し給ふ舟場なり。されば本陣などもありといへり。」と記している。1826年（文政9年）に大里を訪れたシーボルトは、『江戸参府紀行』で「大里は小さな町である。下関に渡るには最短距離で楽な渡海地である。」と書いている。大里には1677年（延宝5年）に開発された銅山もあった。
また、近世中期以降に北海道・大坂間で北前船航路が開設されると、寄港地である下関が繁栄し、船の修理を行っていた門司の田野浦も発展した。田野浦には、1750年頃の宝暦年間に遊里ができたといわれる。1835年（天保6年）には埋立地に新港が築かれた。もっとも、下関と比べ、田野浦は風待ち、汐待ちの補助的な役割にすぎなかった。

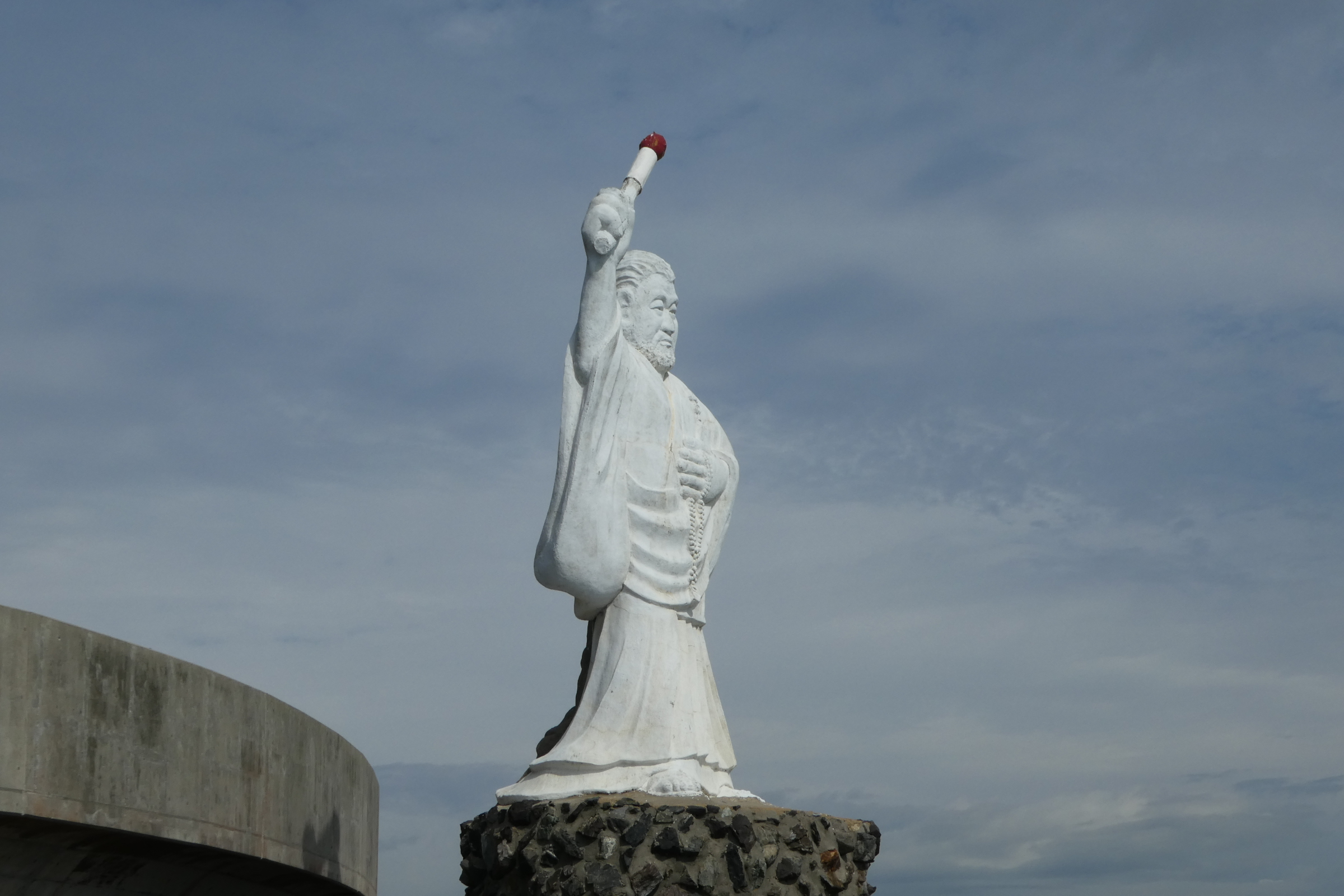
周防灘側の部埼灯台近くにある僧清虚像。清虚は、1850年（嘉永3年）に亡くなるまでの13年間、難破の多い部崎の浜で航海の目印とするため、托鉢によって得た薪で一晩中火焚を続けたという。

一方、今の門司港地区は、極めてひなびた土地であった。1813年（文化10年）、小倉藩の郡代役所が塩田開発のため埋立てを計画し、4年後に完成したが、堤防の決壊で採算が合わなかった。結局、小倉の守永甚助が引き取り、1840年代になってようやく採算がとれるようになった。明治初頭の時点で、塩田は、約10町歩、6区画に分かれていた。
江戸時代後半、門司地区はしばしば台風接近などにより集中豪雨に見舞われた。規模の大きいものとして1828年（文政11年）8月、死者79人、居宅倒壊5911棟などの被害を出す「大風雨」が発生している。

## 幕末・明治維新
1858年（安政5年）、日米修好通商条約が締結されると、1860年（万延元年）にはイギリス人が門司の楠原に上陸し、村人が大騒動をするということがあった。翌1861年（文久元年）にもイギリス船が門司沖に停泊し、測量を行っている。小倉藩の家老小宮民部は、海防に力を入れ、1863年（文久3年）、大里、葛葉、門司などの要所に砲台を築いた。
この年、朝廷から攘夷決行を迫られた将軍徳川家茂は、各藩に5月10日をもって攘夷決行すべしとの通達を出した。5月、長州藩の久坂玄瑞を中心とする尊王攘夷派は、田野浦沖に停泊していたアメリカ商船ペンブローク号に藩の軍艦で砲撃を行い、続いてフランス蒸気船、オランダ軍艦を砲撃した。長州藩の使者が、小倉藩に、すぐに攘夷を実行するように迫ったが、小倉藩は、外国船から攻撃を受けていないのに発砲すべきとの幕命を受けていないとしてこれに応じなかった。6月、アメリカ軍艦とフランス軍艦が報復のため関門海峡に来襲し、下関を攻撃したが（下関事件）、小倉藩は静観し、これが長州藩の恨みを買うこととなった。小倉藩が攘夷の要求に応じないことを見て、高杉晋作の奇兵隊を中心とする長州藩兵約110人が、田野浦に上陸し、砲台を占拠するという挙に出た。小倉藩が幕府に長州藩の横暴を訴えたので、幕府は朝陽丸で中根市之丞を下関に派遣したが、長州藩は強硬であった。ところが、8月18日、朝廷で公武合体派により長州藩が追放される事件（八月十八日の政変）が起き、9月、長州藩兵は田野浦から引き揚げ、小倉藩は窮地を脱した。

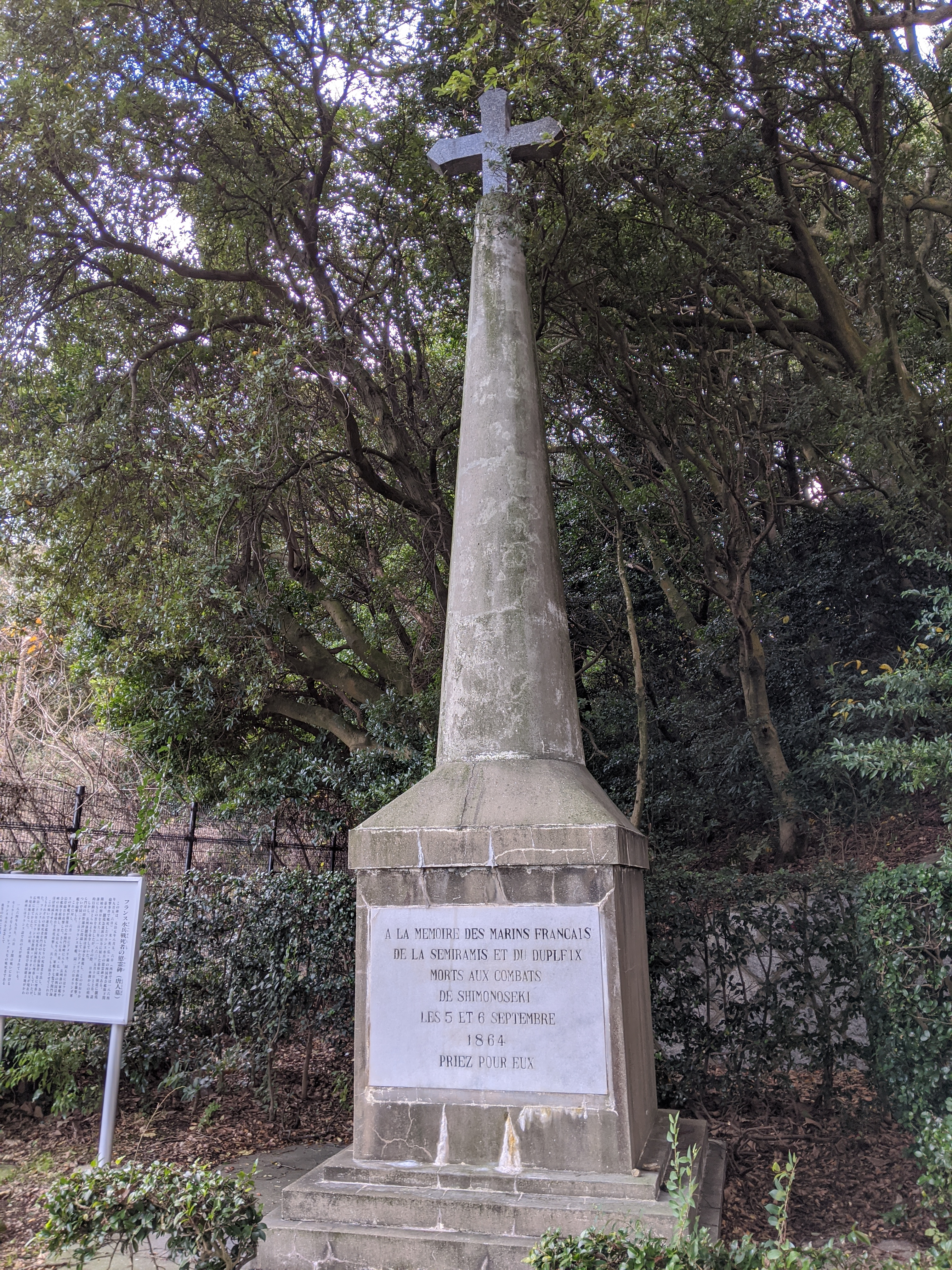
下関砲撃事件で戦死したフランス水兵の慰霊碑（唐人墓とも。和布刈公園内）。

1864年（元治元年）、イギリス・フランス・オランダ・アメリカの四国艦隊が下関を砲撃する事件があり、小倉藩は門司の海岸に警備の兵を配したが、藩士は見物に終始した。同じ年、禁門の変を機に幕府による第一次長州征討があり、唐津藩、福岡藩、薩摩藩、熊本藩、柳川藩、佐賀藩、久留米藩などの藩兵4万人超が小倉に集結したが、西郷隆盛の仲介により開戦は回避された。
1865年（元治2年）、長州藩では高杉晋作ら尊攘倒幕派が政権を奪取し、幕府は第二次長州征討（幕長戦争）に踏み切った。幕府から小倉に派遣された老中小笠原長行は、小倉藩に長州への討ち入りを命じ、小宮民部率いる小倉藩は門司の田野浦や門司村、楠原村に陣を張ったが、他藩の応援はなかった。6月17日、長州軍が奇襲に出、軍艦と壇ノ浦砲台から田野浦と門司を砲撃した。山縣狂介率いる奇兵隊や報国隊が古城山東の大久保海岸に上陸し、古城山の砲台を奪取し、一旦撤退した（田野浦の戦い）。7月3日、長州軍は2度目の上陸作戦に出た。奇兵隊が門司に上陸、大里に進軍し（大里の戦い）、小倉藩は幕府軍や他藩の応援が得られないまま赤坂まで退却を強いられた。7月27日、それまで傍観していた熊本藩が長州藩に砲撃し、幕府方は初めて勝利を収めたものの、熊本藩は一転して撤退し、小笠原長行も戦線から逃亡するに至り、小倉藩は8月1日に小倉城を自ら焼いて田川郡香春まで撤退を余儀なくされた。
1866年（慶応2年）、将軍を継いだ徳川慶喜は、小倉口の敗戦を受けて長州征討の撤兵を布告した。小倉藩は、薩摩藩、熊本藩に長州藩との仲介を依頼し、企救郡を長州藩が預かるという内容で和議が成立した。
明治維新後の1869年（明治2年）8月、長州藩が版籍奉還を行い、企救郡は日田県の直轄地となった。しかし、長州藩は撤退せず、支配を続けていた。香春藩（旧小倉藩）は新政府に企救郡の返還を願い出たが、受け入れられなかった。この年11月、企救郡新道寺村で一揆（企救郡百姓一揆）が起こり、門司方面まで騒動が広がり、居宅や家財の打壊しも発生した。長州藩は、このこともあって、1870年（明治3年）2月、企救郡から引き揚げた。日田県知事松方正義の企救郡巡視が行われるなど、新政府による行政が始まった。

## 明治時代

### 明治初年

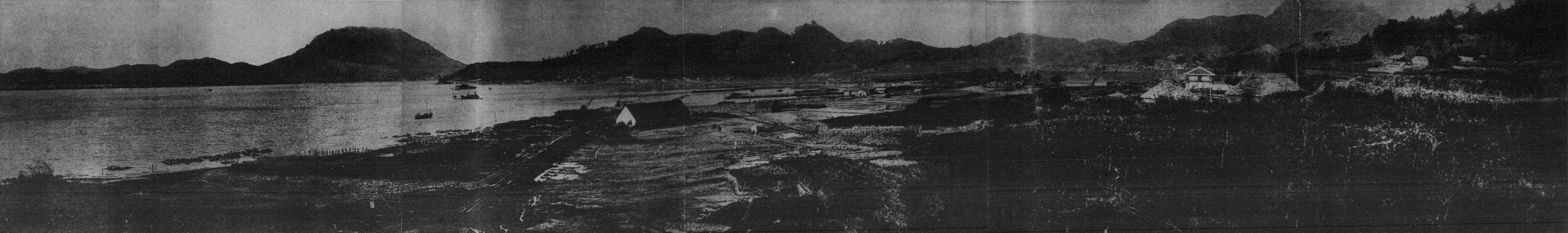
1889年（明治22年）頃の文字ヶ関村。塩田が広がる寒村であったが、築港作業が始まり、鉄道レールが敷設中である。

1871年（明治4年）7月、廃藩置県が行われ、10月14日、日田県企救郡は、豊津県（旧香春藩）、千束県（旧小倉新田藩）、中津県と統合されて小倉県となった。1876年（明治9年）4月、小倉県は福岡県に併合され、同じ年に三潴県のうち筑後一円も福岡県に入り、豊前の下毛郡・宇佐郡が福岡県から大分県に割譲されたことで、現在の福岡県域が確定した。1878年（明治11年）の郡区町村編制法により、福岡県は福岡区と31の郡に編成された。1884年（明治17年）頃の門司の産業は、清酒場1軒、醤油場1軒、製塩場6軒であった。
企救郡では、1887年（明治20年）、従来の門司村に楠原村が合併されるなどの町村合併があった。1889年（明治22年）、市制・町村制施行に際し、門司村、田野浦村、小森江村が合併し、文字ヶ関村となった。また、大里地区には柳ヶ浦村、周防灘側には東郷村、松ヶ江村が成立した。
| 町村制施行時（明治22年）の村名 | 明治22年当時の人口（人） | 明治元年当時の町村名                                                                       |
| ------------------------------ | ------------------------ | ------------------------------------------------------------------------------------------ |
| 文字ヶ関村                     | 3,346                    | 楠原郷の田野浦町、田野浦村、門司村、楠原村。柳郷の小森江村。                               |
| 柳ヶ浦村                       | 2,696                    | 柳郷の廿町村（弐十町村）、大里村、柳村、原町村（東原町村）、馬寄村、新町村（馬寄新町村）。 |
| 東郷村                         | 2,973                    | 大積郷の白野江村、大積村、黒川村、喜多久村。伊川郷の柄杓田村。                             |
| 松ヶ江村                       | 4,529                    | 伊川郷の平山村、伊川村。吉志郷の猿喰村、今津村、畑村、吉志村。沼郷の恒見村。               |

### 築港

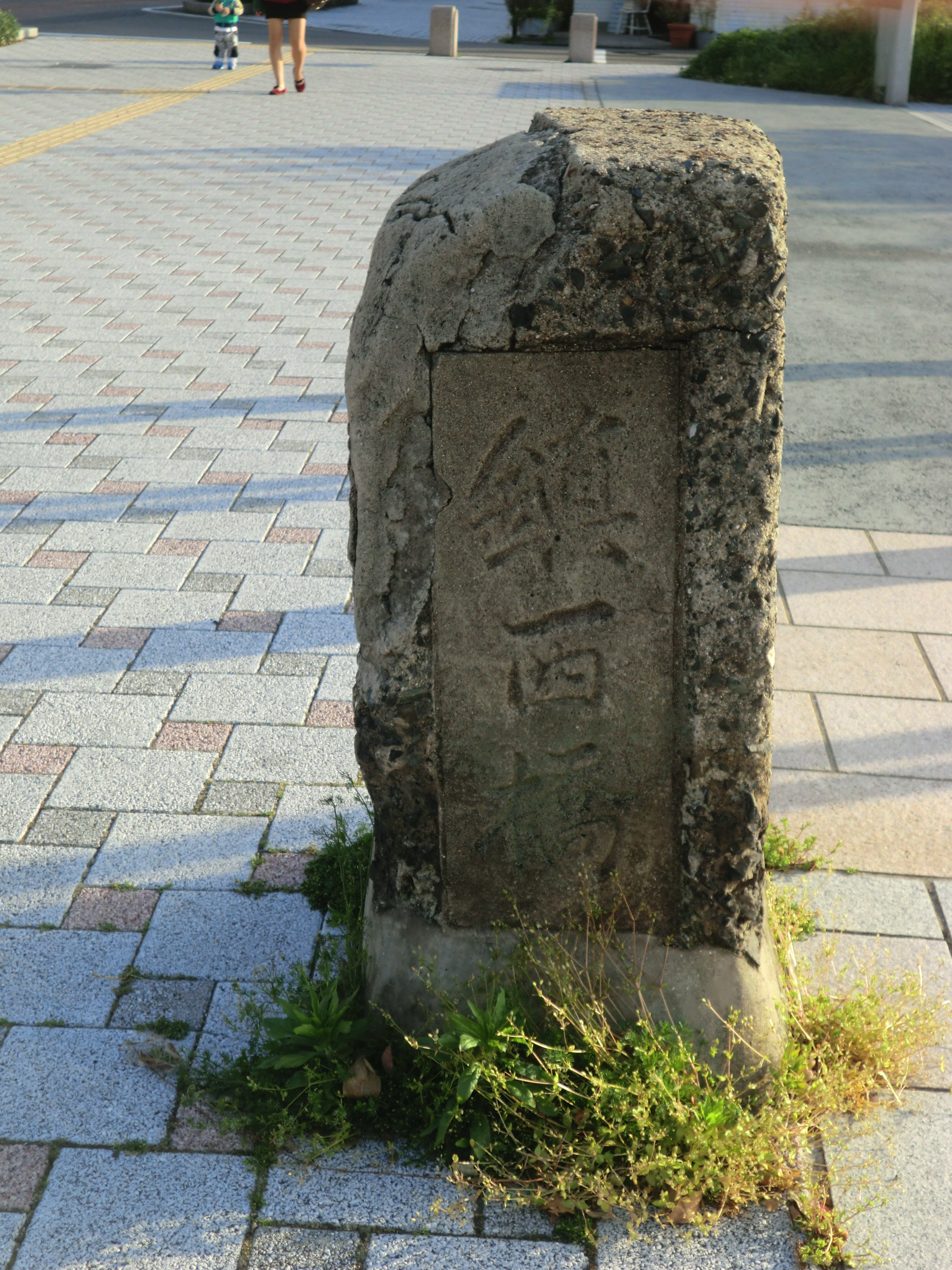
東本町の埋立地を囲む幅12メートルほどの堀川に、鎮西橋が渡された。現在、堀川はなく、鎮西橋の橋柱のみが残っている。

1886年（明治19年）、福岡県知事に就任した安場保和は、県内視察の上、門司を港湾・鉄道開発の適地と考えた。しかし、財政難のため財閥の資金に依存せざるを得ず、1889年（明治22年）、渋沢栄一、安田善次郎、浅野総一郎らが参入して、門司築港会社が設立され、約11万4000坪の埋立てと船溜りの建設が行われた。第1期工事（1889年 - ）は本町、桟橋通り、港町、西海岸通りの埋立てと第1船溜りの造成、第2期工事（1890年 - ）は西海岸一帯と塩田の埋立て、第3期工事（1892年 - ）は第2船溜りの造成、第1船溜りと第2船溜りを連結する水路（堀川）の開削が行われた。工事は1898年（明治31年）に完成した。
第1期工事着工間もない1889年（明治22年）11月、門司港は国の特別輸出港に指定され、石炭、硫黄、米、麦、小麦粉の5品目の取扱いが許可された。工事が完成した1898年（明治31年）には、木炭、セメント、硫酸、マンガン鉱、さらし粉の輸出扱いが追加され、1899年（明治32年）には品目制限のない一般開港の指定を受けた。

### 鉄道敷設
福岡県会は、1882年（明治15年）には早くも「門司、熊本間鉄道布設に付建議」を決議し、県に予算を付けるよう求めている。福岡県知事安場保和は、1886年（明治19年）、国に門司から熊本県三角に至る「九州鉄道布設乃義上申」を提出し、国から民間企業による九州鉄道建設の許可を取り付けた。1888年（明治21年）、九州鉄道が設立され、まず博多・久留米間で着工したが、1891年（明治24年）、門司・高瀬（現玉名）間が開通し、門司駅（現門司港駅）や柳ヶ浦駅（後に大里駅、現門司駅）が開業した。九州鉄道の本社も博多から門司に移転した。

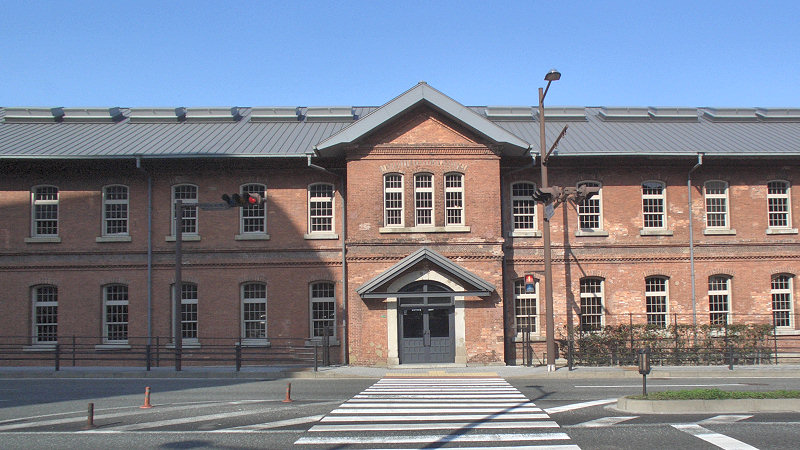
清滝の旧九州鉄道本社（1891年（明治24年）築）。レンガ造りの2階建てで、通称赤レンガ。現九州鉄道記念館。鉄道国有化（1907年）、国鉄発足（1949年）後も九州の鉄道を総括する機能を有していた。

同じ頃、石炭産出地である筑豊では、1889年（明治22年）に筑豊興業鉄道が設立されて1891年（明治24年）に若松・直方間で開通、1893年（明治26年）に折尾経由で門司港への石炭輸送が可能となった。同社（筑豊鉄道と改称）は、1897年（明治30年）、九州鉄道と合併した。また、豊前地方で1893年（明治26年）に設立された豊州鉄道は、伊田・行橋間、伊田・後藤寺間を開通させ、1901年（明治34年）に九州鉄道と合併した。なお、九州鉄道は1907年（明治40年）に鉄道国有法により国有化され、門司に九州帝国鉄道管理局が置かれた。
従来、筑豊の石炭輸送は、遠賀川の舟運（平田舟）に頼っていたが、鉄道により九州各地に送るとともに、門司・若松の輸出港に直送できるようになった。このうち、若松港は水深の浅い洞海湾に面し、大型船が寄港できなかったのに対し、門司港は、水深が比較的深く、本州との接点にあり、国内外の物流に適しているという優位があった。門司の開港当初の輸出品は少量の石炭と塩くらいであったが、鉄道開通により筑豊の石炭の輸出港として大きく発展した。1890年（明治23年）の輸出額は34万円余りであったが、1901年（明治34年）の輸出入額は1885万円余りにまで成長した。また、当時は船の燃料に石炭が使用されていたことから、汽船への焚料炭（バンカー）の供給基地でもあった。
なお、当時、鉄道は下関とつながっておらず、1889年（明治22年）に門司の石田平吉が渡船業を始め、1896年（明治29年）に下関側で関門汽船が設立され、業者が乱立した。1901年（明治34年）に山陽鉄道が馬関（現下関駅）まで開通すると、山陽汽船商社が関門鉄道連絡船を運行した。1911年（明治44年）には、日本最初の貨車航送として、小森江の笠松町と下関の竹崎を結ぶ関森航路が開かれた。また、1892年（明治25年）の大阪商船による尾道・門司航路を皮切りに、数多くの国内・海外の定期航路が就航した。

### 近代産業の生成
北九州には良質の石灰岩が分布していることもあり、門司で最初の近代化工場は、セメント工場であった。東京の浅野セメント（後に日本セメント）が、1894年（明治27年）に門司工場の操業を開始した。1891年（明治24年）開業の家入鉄工所（後に門司鉄工）も一時栄えた。
特別輸出港指定から10年弱の間に、三井物産、大阪商船、日本郵船、三菱合資会社、九州倉庫、豊陽銀行、日本商業銀行、日本貿易銀行、八十七銀行などの支店・出張所が門司港に置かれた。さらに、1898年（明治31年）には日本銀行西部支店が下関から門司に移転した（1917年（大正6年）に門司支店と改称）。
日清戦争後、国は製鉄事業の設立を図り、その用地として、遠賀郡八幡村（現八幡東区）、企救郡柳ヶ浦（大里）、広島県坂村の3か所を候補地とした。各地で誘致活動が行われたが、大里は選ばれず、1897年（明治30年）、官営八幡製鉄所が開業した。

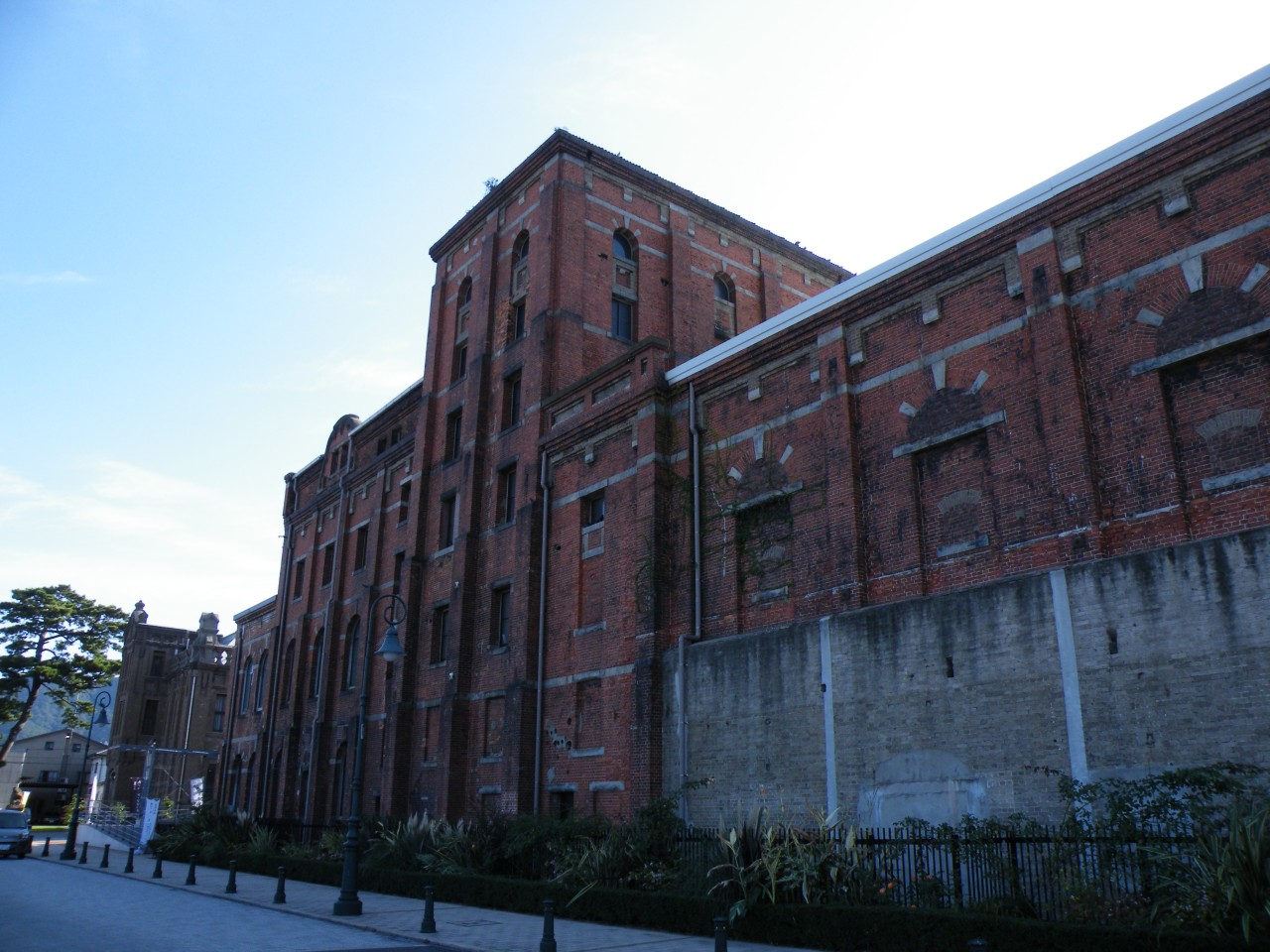
大里にある旧サッポロビール九州工場（門司赤煉瓦プレイス）。大里は鈴木王国と言われ、大里から小森江にかけての海側は鈴木商店の工場群で占められた。

1903年（明治36年）には、鈴木商店の金子直吉が大里製糖所を開業し、1907年（明治40年）にライバル企業の大日本製糖に売却した。金子は、売却益の一部で1910年（明治43年）に大里製粉所を設立した（後に日本製粉と合併）。1911年（明治44年）には九州電線（後に古河電工）、1913年（大正2年）には鈴木商店による帝国麦酒（後にサッポロビール九州工場）・大里硝子製造所・大里酒精製造所（後に協和発酵門司工場）が設立された。小森江地区に設立された神戸製鋼所門司工場（後に神鋼メタルプロダクツ）、日本冶金（後に東邦金属）も鈴木商店系である。
門司で事業を行い、全国レベルに事業を拡大した人物として、出光佐三（出光興産）、中野金次郎（日本通運）、中村精七郎（山九）、間猛馬（間組）がいる。出光佐三は、中野真吾（船舶業、旧門司市長）、久野勘助（米穀商）とともに「門司の三羽烏」と呼ばれ、門司の政財界を主導した。

### 門司市の成立
明治初年、今の門司港地区には塩田が広がっており、1860年（万延元年）の時点で、門司、田野浦、小森江を合わせた人口は2338人であったが、築港と鉄道敷設により、1894年（明治27年）になると、文字ヶ関村の人口は1万0076人にまで増大し、この年門司町となった。1896年（明治29年）の『門司新報』は、次のように記している。
さらに、1899年（明治32年）には、人口2万9290人となり、門司市となった。一方、柳ヶ浦村は、1908年（明治41年）に大里町となった。
日清戦争（1894-95年）を機に、下関・門司の軍事的意義が高まり、各所に砲台や堡塁が築かれた。1897年（明治30年）には、老松町に陸軍兵器廠が置かれ、1899年（明治32年）の要塞地帯法で関門一帯は下関要塞地帯となり、立入りや撮影が規制されるようになった。ただ、兵器廠は、1918年（大正7年）に小倉に移転した。門司港と下関港は、1907年（明治40年）に関門海峡として第一種重要港湾に指定され、国による港湾整備がされることとなった。

## 大正時代

### 貿易・金融の繁栄

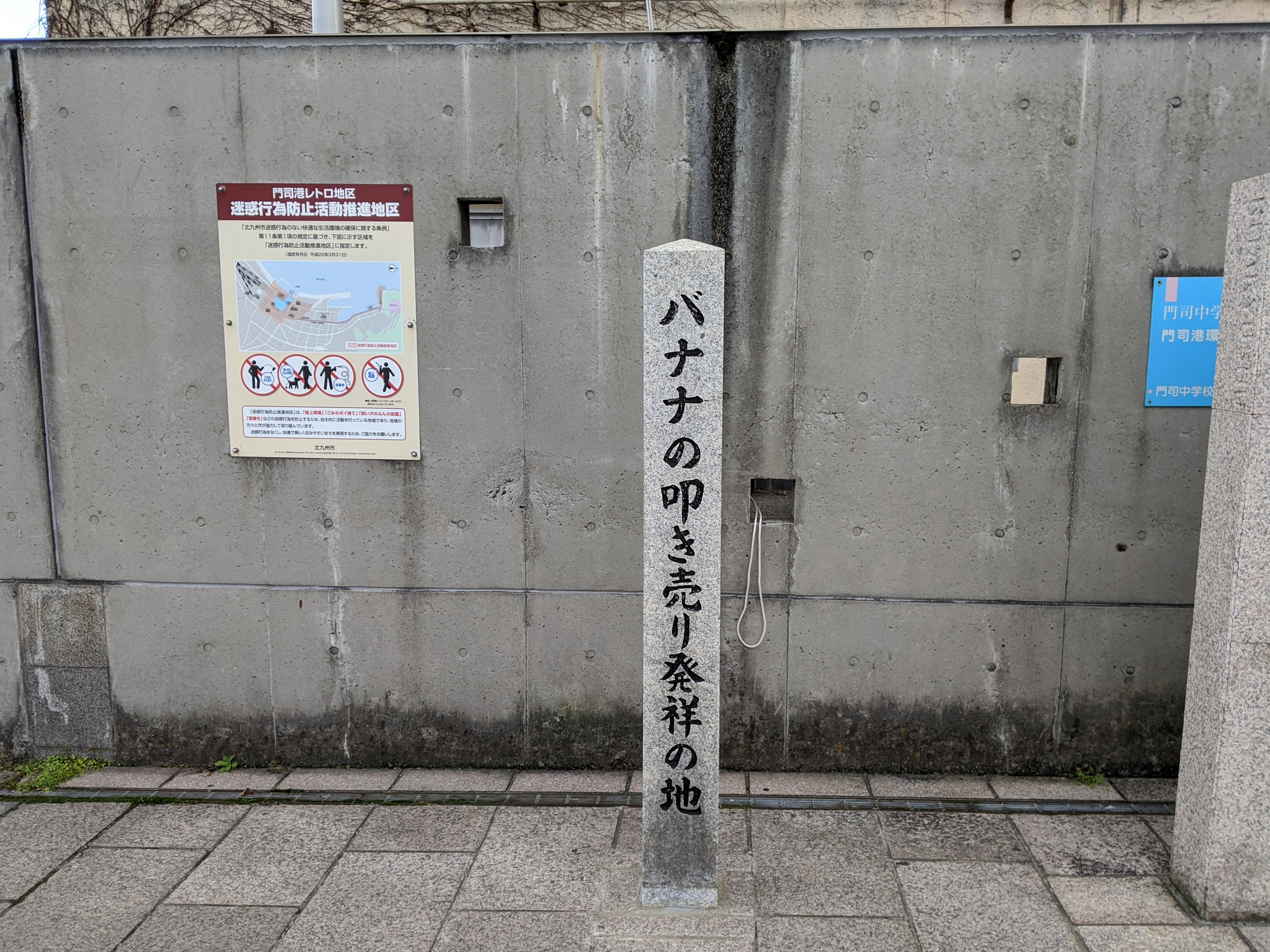
「バナナの叩き売り発祥の地」碑。門司港へのバナナ輸入開始は1904年（明治37年）ないし1905年（明治38年）頃と言われる。輸入時には青色でなければならないが、輸送が遅れ黄色味を帯びたものや傷がついたものを駅前で口上を付けて安売りしたのが始まりとされる。

若松港の築港工事が行われ、特別輸出入港に指定されると、石炭輸出は徐々に門司港から若松港にシフトし、門司港はそれに代わってセメント会社、製糖会社、紡績会社などの製品の輸出やその原料の輸入を担うようになっていった。1914年（大正3年）には、門司港に入港する汽船トン数が神戸港や横浜港をしのいで全国1位となった。米、バナナ、肥料、材木、綿花、砂糖、麦粉、鉱油の西日本第一の取引地と称された。この頃には、門司の一等市街地の地価は東京日比谷公園の地価と大差ないとされ、土地の狭い門司港地区では建物がどんどん山手に上っていった。

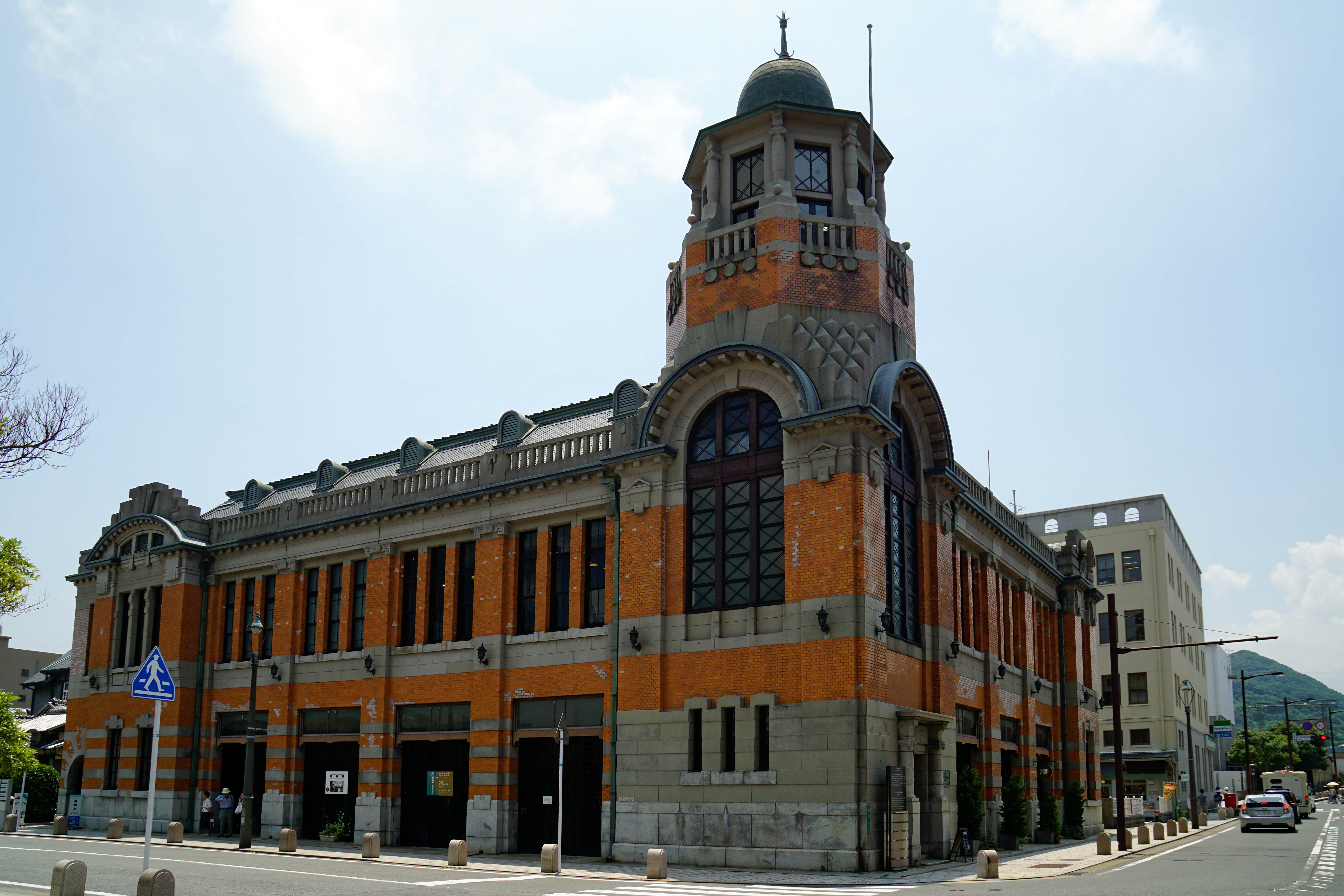
現門司港駅近くに残る旧大阪商船ビル（1917年（大正6年）築）。当初は右側面は水際に接して建てられていたが、その後道路部分が埋め立てられた。

1914年（大正3年）、門司駅（現門司港駅）が現在の駅舎に移転した。2代目門司駅は、ネオ・ルネサンス様式の木造2階建てである。第一次世界大戦開戦の年であり、人や物の移動が激しくなるのに対応して、関門連絡船桟橋と直結させたものと見られる。その当時、既に九州と本州を橋または海底トンネルで結ぶことが検討されており、鉄道院総裁後藤新平がそのための調査を命じていた。そこでは、主力駅が大里駅（現門司駅）となることが予想されていたため、2代目門司駅（現門司港駅）はレンガやコンクリートでなく木造とされたという。

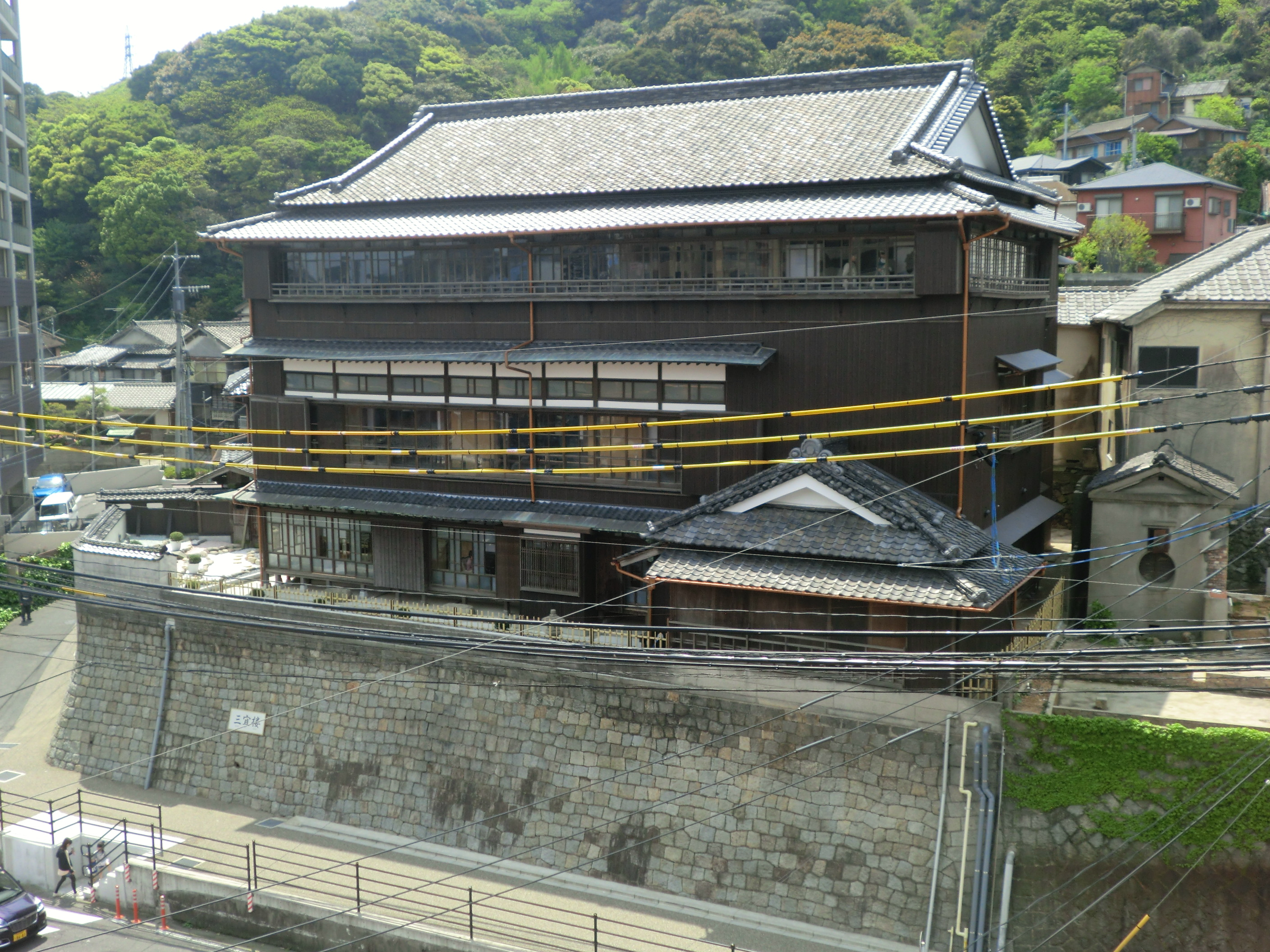
現在残る料亭三宜楼。

大正期から昭和初年にかけて、門司港地区の桟橋通り周辺には、多くの銀行や商社が集まり、道路にはガス灯がともり、「一丁倫敦」と呼ばれた。桟橋通りは、山側から門司港駅前、その先の埠頭まで通る道であり、これと交差する東西道路（国道3号）とともに街並みの軸となった。現門司港駅のほかにも、旧門司税関（1912年）、旧大阪商船（1917年）、日本郵船ビル（1927年）など、この時期に建てられた建物のいくつかが門司港レトロ地区に残っている。商社や銀行の支店長など、東京からの転勤族が洋風の「ハイカラ」な文化をもたらし、洋食品販売の明治屋、フルーツパーラー、カフェ、パン屋などが並んだ。門司港には料亭も多く、高級料亭だけでも「菊の屋」「金龍亭」「三笠」など十数軒あった。1931年（昭和6年）に清滝に移転した料亭「三宜楼」が現存している。明治時代に埋立地内に造られた遊廓（馬場遊郭）もあった。1911年（明治44年）、九州電気軌道（後の西日本鉄道）が門司と小倉・黒崎を結ぶ路面電車（北九州線）を開業し、東本町や大里に停留所が置かれた。汽車よりも気楽に乗れる路面電車は、市民の足として人気を博した。1923年（大正12年）には、東本町2丁目から田ノ浦までの門司築港線（門築電車）が建設された（後に九州電気軌道の傘下となる）。1913年（大正2年）以降、多数の映画館も開業した。
大正期には、先行した門司市と小倉市に続き、若松市、八幡市、戸畑市も市制施行し、北九州工業地帯を形成するようになった。中央資本による大工場が多いが、立地上、原料獲得に有利であることを背景に、素材中心の産業を発展させた。

### 労働者と米騒動

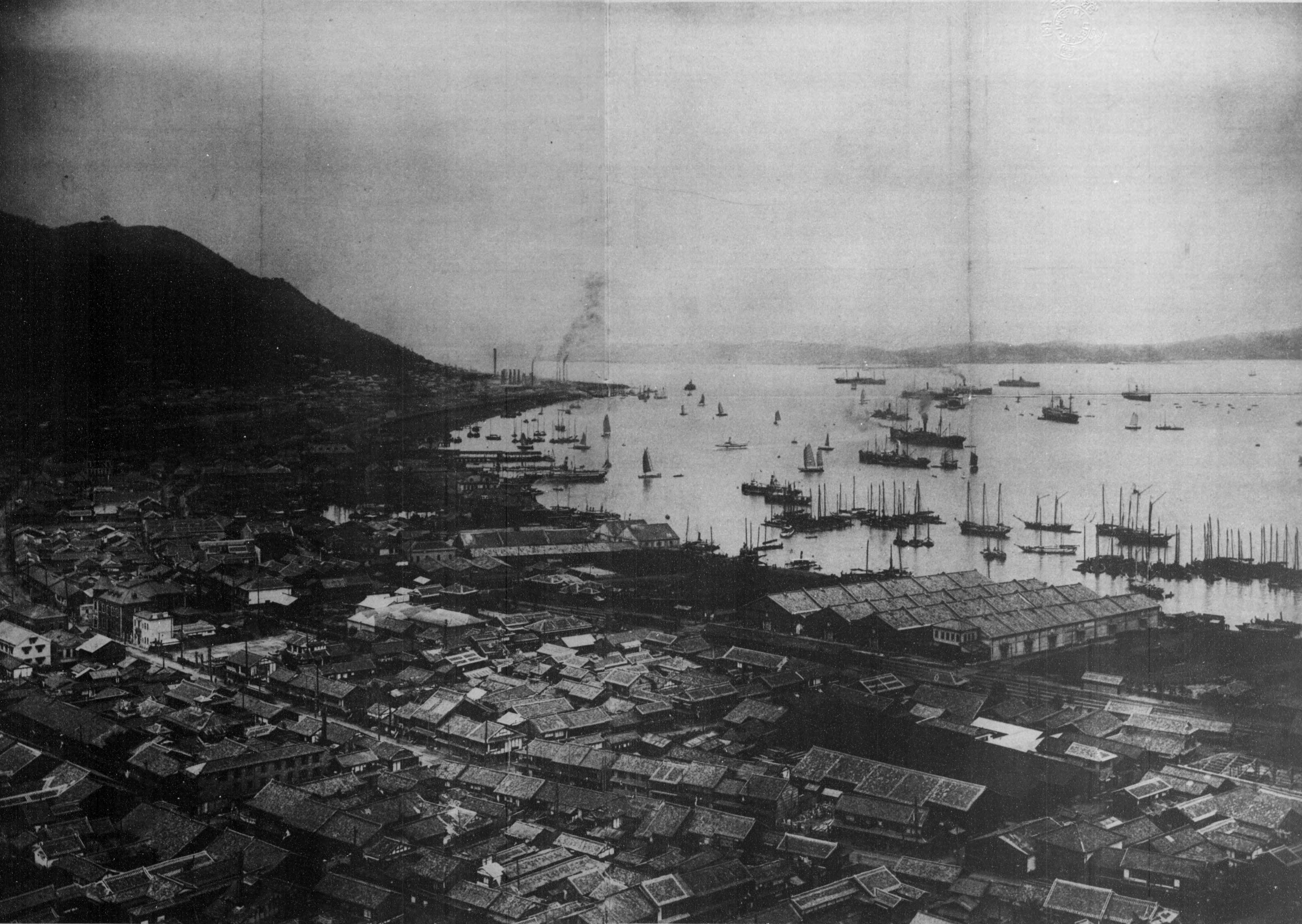
1915年（大正4年）頃の門司港。

一方、門司港での石炭輸出を支えていたのが、「ごんぞ」「ごんぞう」と呼ばれた沖仲仕であった。汽車で運ばれた石炭を艀に移し、それを沖待ちの巨大な汽船に届け、人力で運び上げる重労働であった。門司港は、入港船舶数に対し岸壁が足りなかったため、沖合に停泊した本船での荷役が多かった。1905年（明治38年）当時、門司市の人口4万4113人に対し、仲仕は1万3886人いたという。極めて低賃金であり、労働争議も多発した。門司港の場合、女性の沖仲仕が多いことも特徴であった。喧嘩と博奕は門司の名物と言われ、労働者の町では、日本刀やピストルが持ち出される乱闘事件も日常的にあった。
門司市では、1911年（明治44年）に紫川上流の企救郡中谷村福智渓を水源とする水道の給水が始まり、徐々に整備されていったものの、上下水道や住宅などのインフラの整備は人口急増に追い付かず、特に労働者層の衛生状態は悪く、コレラが度々流行して多くの死者を出した。
1918年（大正7年）7月、シベリア出兵を前にした米価急騰により富山県で米騒動が始まると、全国に飛び火し、門司では8月14日に始まった。米屋の売り惜しみに対する抗議で市民が米屋前に集まったことで本格化し、沖仲仕が合流して数千人に膨らんだ。門司市内の米屋のほとんど、呉服屋、酒屋、醤油屋などが襲撃を受けた。小倉第12師団が鎮圧に当たり、検挙者は200人ないし300人に上った。門司では、救護会ができて米価が安定したので数日後に収束したが、米騒動は筑豊の炭鉱地帯にも広がっていった。九州の労働運動・社会運動の源流となる出来事であった。米騒動後、内務省は、物価安定、治安維持のために各地に公設市場を作ったが、門司では1920年（大正9年）、陸軍兵器廠の跡地に老松町公設市場を設け、戦後の中央市場の原形となった。

### 市域の拡大

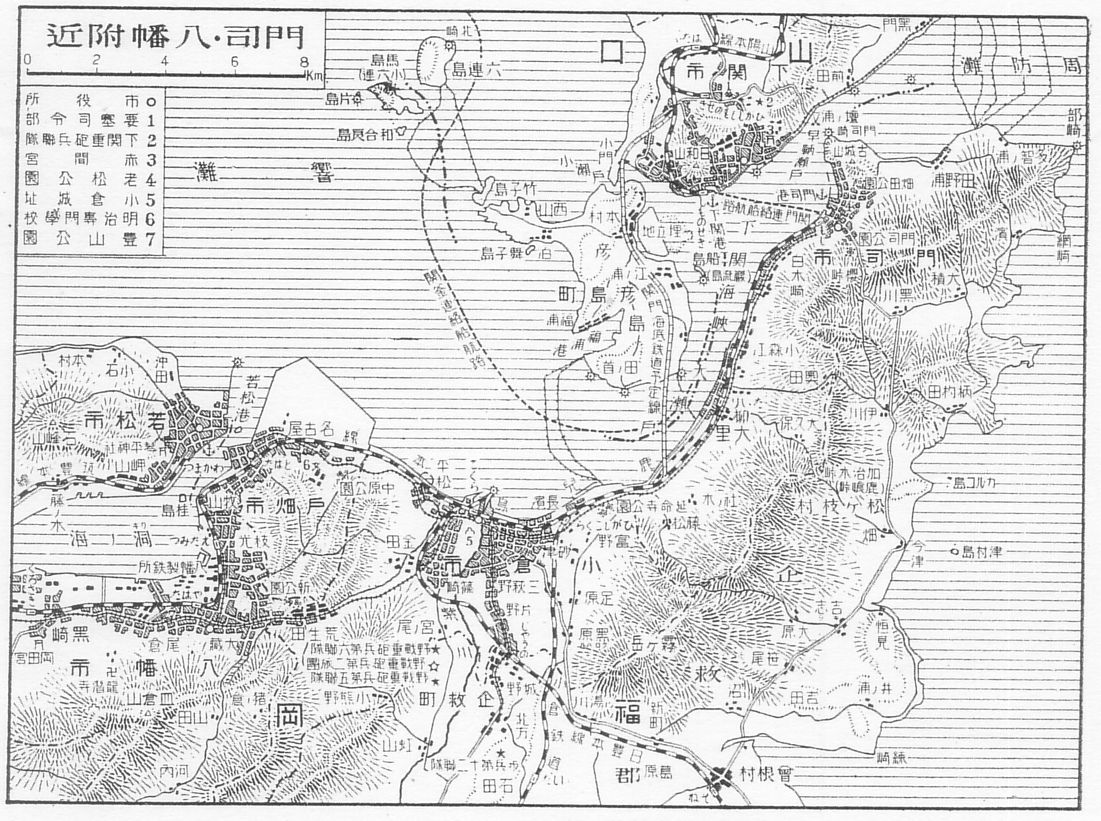
1930年頃の門司周辺地図。門司市は大里町と東郷村を合併しており、周防灘側の企救郡松ヶ江村はまだ独立している。

1913年（大正3年）、門司市と企救半島北東部の東郷村とを結ぶ桜隧道（桜トンネル）が開通し、峻険な峠道を通らなくてよくなり、行き来が飛躍的に便利になった。1921年（大正11年）には初代椿トンネルも開通し、桟橋通りから、周防灘側の柄杓田、恒見方面に自動車やバスで容易に通行できるようになった。
大里町は、1923年（大正12年）2月1日、門司市に編入された。次いで、1929年（昭和4年）11月1日、東郷村が門司市に編入された。1942年（昭和17年）5月15日、松ヶ江村が門司市に編入されて、現在の門司区域が成立した。なお、現在の門司区役所（当時の門司市役所）庁舎は、1930年（昭和5年）に落成した。

## 戦前から太平洋戦争

### 関門鉄道トンネルの開通

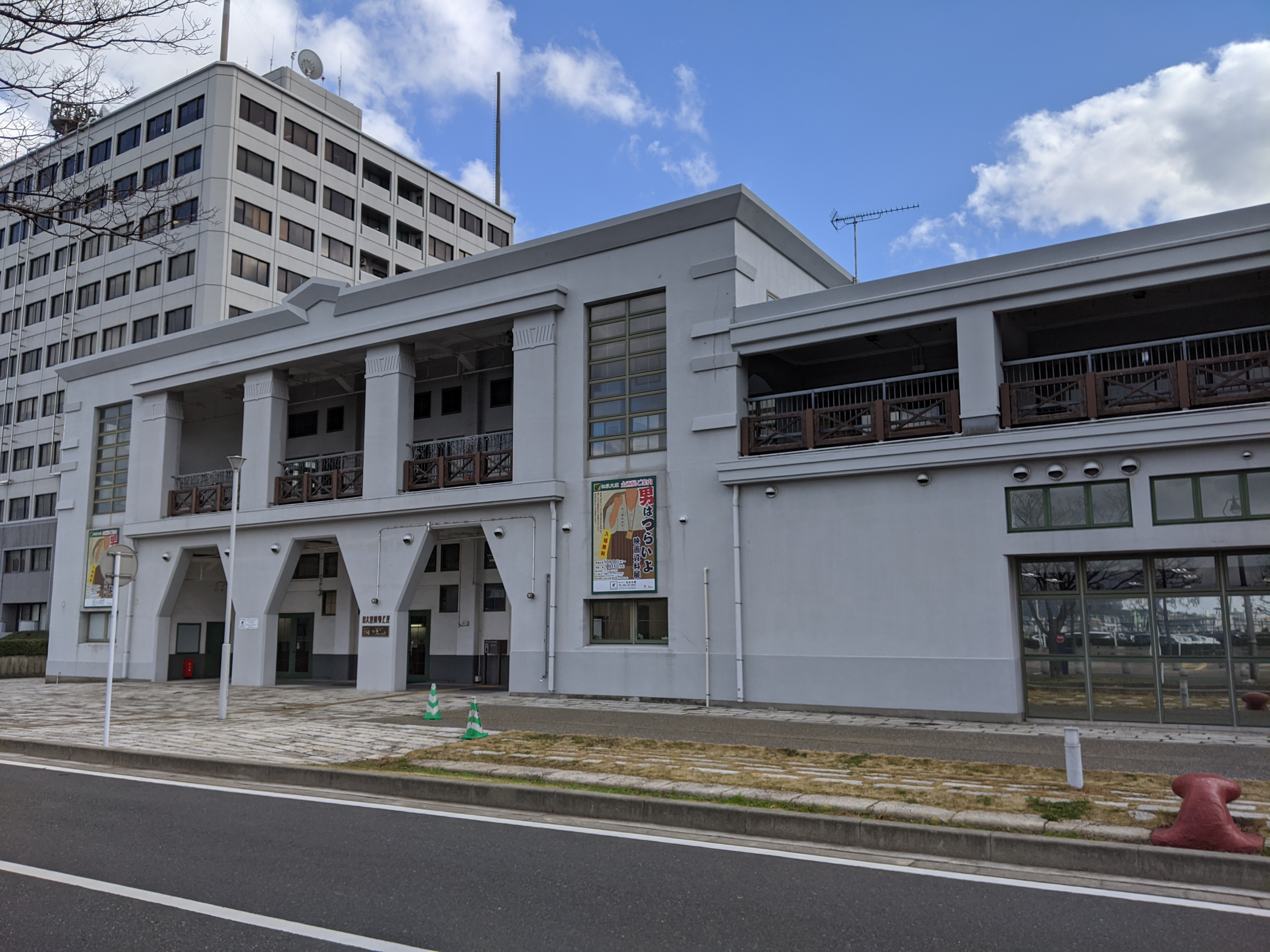
1929年（昭和4年）に国際旅客ターミナルとして建てられた旧大連航路上屋。

1931年（昭和6年）、門司港の修築工事が完成し、大連航路、天津航路も開け、門司港は国際港として世界に知られるようになった。1か月に200隻近い外航客船が入港した。満州事変以降の大陸進出に伴い、門司港は貿易とともに軍需物資や兵員輸送の拠点となった。

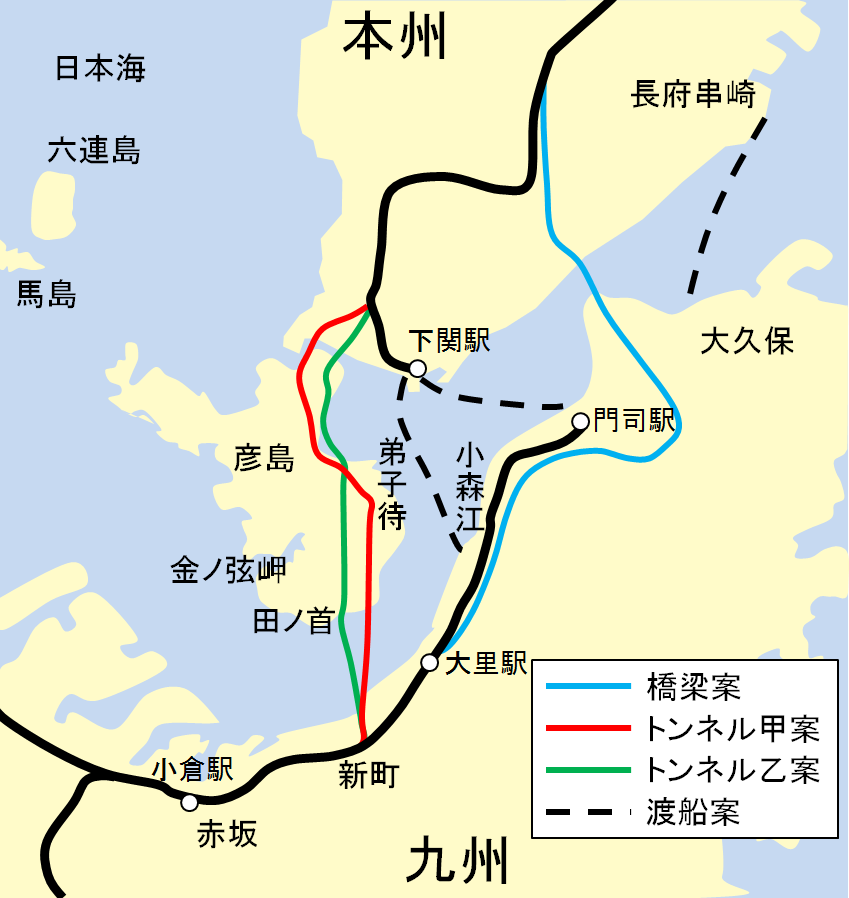
関門海峡連絡交通の構想図。当初、海底トンネルは小倉につながる案が立てられていたが、素通り化を恐れる門司側の運動により小森江に出入口が設けられることになった。

明治時代から九州と本州を結ぶ海底トンネルの構想はあったが、1930年頃になると、貨物の量が激増し、従来の連絡船による貨物輸送では追いつかなくなったことから、海底トンネルの検討が本格化した。1935年（昭和10年）に鉄道大臣内田信也が視察に訪れ、弟子待・小森江ルートの採用が決まり、1936年（昭和11年）に関門鉄道トンネルが着工、1942年（昭和17年）7月に貨物列車の運行が開始した。
これに伴い、1942年4月1日、それまでの門司駅は門司港駅と改称され、それまでの大里駅は400メートルほど南側に移転して門司駅となった。門司駅は、7月、東京、大阪、京都に次ぐ特別一等駅に指定され、戦後まで九州の玄関口としてにぎわった。一方、門司港駅を経由せずに下関駅と門司駅がつながることとなり、門司港地区にとっては衰退の予兆となる出来事でもあった。
1937年（昭和12年）8月には、壇ノ浦・和布刈間で関門国道トンネルも着工され、1944年（昭和19年）に貫通したが、戦時下の資金難、物資調達難により、事業は中断された。

### 戦災
太平洋戦争中、門司市で最初の空襲は、1944年（昭和19年）6月16日のB-29による北九州空襲であり、門司市では、大里、大杉町、黄金町付近に500ポンド爆弾が投下され、死者34名、負傷者25名を出した。北九州5市は防空指定都市に指定され、空襲対策として人員疎開（学童疎開を含む）、建物疎開が行われた。門司市の人員疎開は1944年に3088世帯1万0644人、1945年に1174世帯3721人に上り、疎開先は熊本、佐賀、大分、鹿児島が多かった。
日本商船の80%が通航する関門海峡は、アメリカ軍の集中的な攻撃目標となった。マリアナ諸島基地を出発したアメリカ軍B-29編隊が、1945年（昭和20年）3月27日夜、関門海峡に564トン（約1000発）の機雷を投下し、以後、終戦前日まで46回、合計4696発の機雷が投下された。日本海軍第七艦隊による掃海は困難を極め、関門海峡は完全に封鎖された。
6月29日には特に激しい空襲があり、焼夷弾により門司市内の3600戸余りが焼け、死者55人、負傷者92人、被災者1万6190人を出した。戦争中の空襲は前後9回に及び、被害面積35万坪、死者111人、負傷者217人に上った。日本銀行門司支店などの建物も壊滅したが、門司港駅はホーム1棟を失う被害にとどまった。
8月9日には、B-29が門司市に隣接する小倉市に原子爆弾を投下しようとしたが、視界が悪かったために長崎市に変更されることとなった。

## 戦後

### 復興
終戦後、門司港は引き揚げの拠点の一つとなり、朝鮮半島や大陸からの引揚船が到着した。市街地は焼け野原であり、関門海峡は機雷除去作業が続き、1949年（昭和24年）に安全宣言が出されるまで、大型船舶の入出港ができなかった。この関門港閉鎖期間に、外国航路を神戸港などに奪われたと指摘される。1950年（昭和25年）の朝鮮戦争では、門司は物資輸送拠点となり、朝鮮特需にわいた。貿易関係施設は接収されてアメリカ軍の将兵が駐留した。この年、大里地区に門司競輪場が開設された（2002年（平成14年）に廃止）。しかし、朝鮮特需を最後のピークとして、石炭産業は斜陽化し、北九州全体の産業が沈滞していった。中国との国交が断たれ、貿易相手がアメリカ主体となったことからも、太平洋から遠い門司港の地位は低下した。
1953年（昭和28年）6月25日から28日、集中豪雨が北九州を襲い、1時間100mm前後の雨量を記録した。門司市では、風師山で山津波（土石流）が発生し、市街地は泥と流木で埋まった。特に白木崎電停（現風師バス停）付近が大きな被害を受けた。関門トンネルは水没した。門司市内だけで死者・行方不明者143人が出た（昭和28年西日本水害）。
門司市では、1947年（昭和22年）に戦災復興土地区画整理事業が認可され、新しい町割りが行われ、1957年（昭和32年）に換地処分が行われて完了した。区画整理が終わった市街地には、近代化された商店街・金融街が整備された。1954年（昭和29年）、門司港地区に栄町銀天街が新築され、1957年（昭和32年）にアーケードが完成した。

### 関門国道トンネルの開通

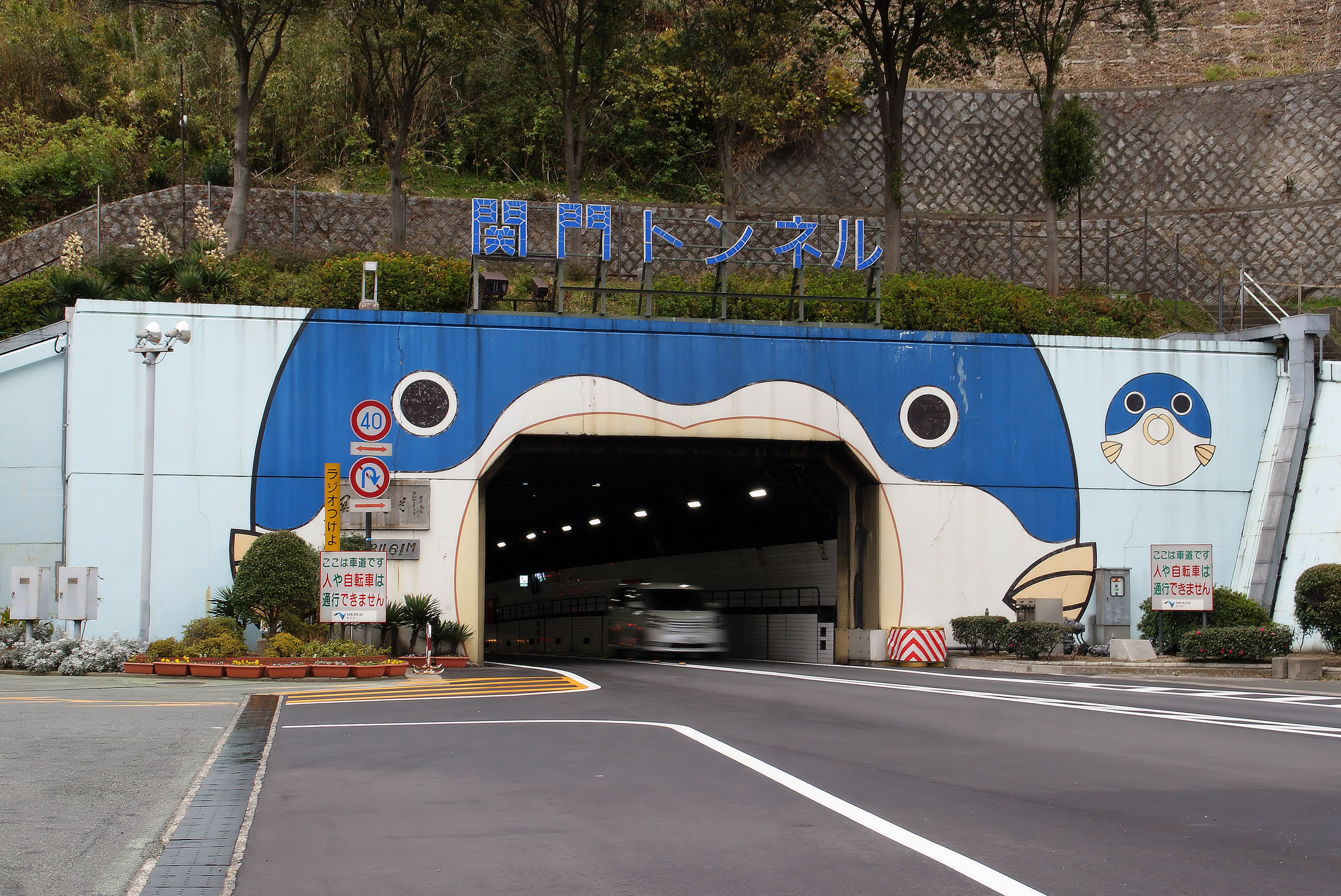
関門国道トンネル・門司側車道入口。3層から成り、最上部が排気ダクト、その下が車道、最下部が人道となっている。

戦争中に事業が中断されていた関門国道トンネルは、1952年（昭和27年）に工事が再開され、1958年（昭和33年）3月に完成した。この時、門司トンネル博覧会（世界貿易産業大博覧会）が和布刈会場と老松会場で開かれ、昭和天皇・皇后が来臨し、入場者数は112万人余りに上る盛況であった。また、これに合わせて、関門国道トンネル入口と古城山頂とを6分で結ぶロープウェイが開設されたが、間もなく乗客が減り、1964年（昭和39年）に廃止された。一方、関門連絡船も、トンネル開通で利用客が減少し、1964年（昭和39年）に終了した。

### 五市合併
明治以来、北九州の各市（門司、小倉、若松、八幡、戸畑）と下関市との合併論は度々持ち上がっており、昭和に入ってからも、3回、合併運動が展開されたが、失敗に終わっていた。門司市は、1948年（昭和23年）に北九州五市合併総合研究委員会ができた時（第3回合併運動）には、下関市を入れた六市合併を譲らなかった。その背景には、合併により港湾機能が小倉に移転し、門司が「場末」化して衰退するおそれがあるという懸念があった。しかし、1960年（昭和35年）、八幡市長大坪純が五市市長会で五市合併を提案したことを機に、合併が現実性を帯びるようになった（第4回合併運動）。北九州工業地帯の地位低下に対する危機感や生活圏の拡大を背景に、柳田桃太郎門司市長も五市合併に賛同し、1961年（昭和36年）、各市議会で賛成決議がされた。市名は市民から募集された名前の中から北九州市に決定し、1963年（昭和38年）2月10日に北九州市が発足（人口103万人余り）、4月1日に政令指定都市となり、門司市は門司区となった。
合併を機に、1964年（昭和39年）、門司港、小倉港、洞海港の3港は、北九州港管理組合（後に北九州市港湾局）が管理する北九州港となった。

### 関門橋、新幹線の開通

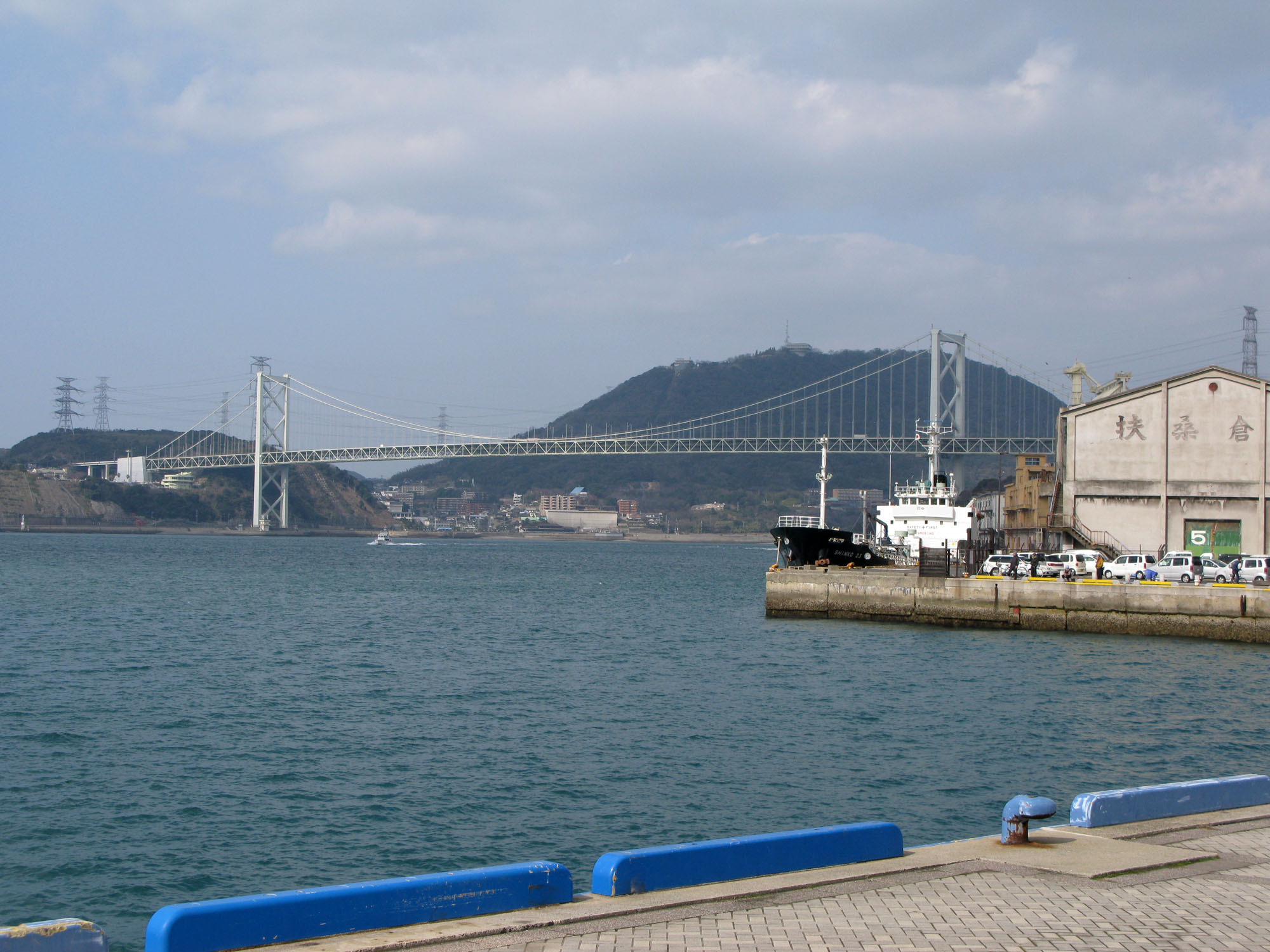
門司港地区から望む関門橋。

高速道路の九州自動車道と中国自動車道を結ぶ計画は、1962年（昭和37年）から検討されていたが、1968年（昭和43年）に日本道路公団によって着工され、1973年（昭和48年）11月に関門橋が開通した。鉄道、国道トンネルに続き、関門橋の開通により、門司港地区は完全に通過点となったとされる。
もっとも、貨物に関しては、関門橋の開通により門司への集積が進んだ。朝鮮戦争以来、1972年（昭和47年）に全面解除されるまでの間、アメリカ軍による西海岸の埠頭施設の接収が長期化したこともあり、田野浦の港湾整備が進められていたが、北九州市は、1971年（昭和46年）に田野浦コンテナターミナルを開設し、さらに、太刀浦コンテナターミナルを造成し（1979年（昭和54年）供用開始）、田野浦・太刀浦一帯を臨海工業地とした。中国、韓国、東南アジアとの間で、自動車部品、工業製品、雑貨などのコンテナの取扱量が急増した。

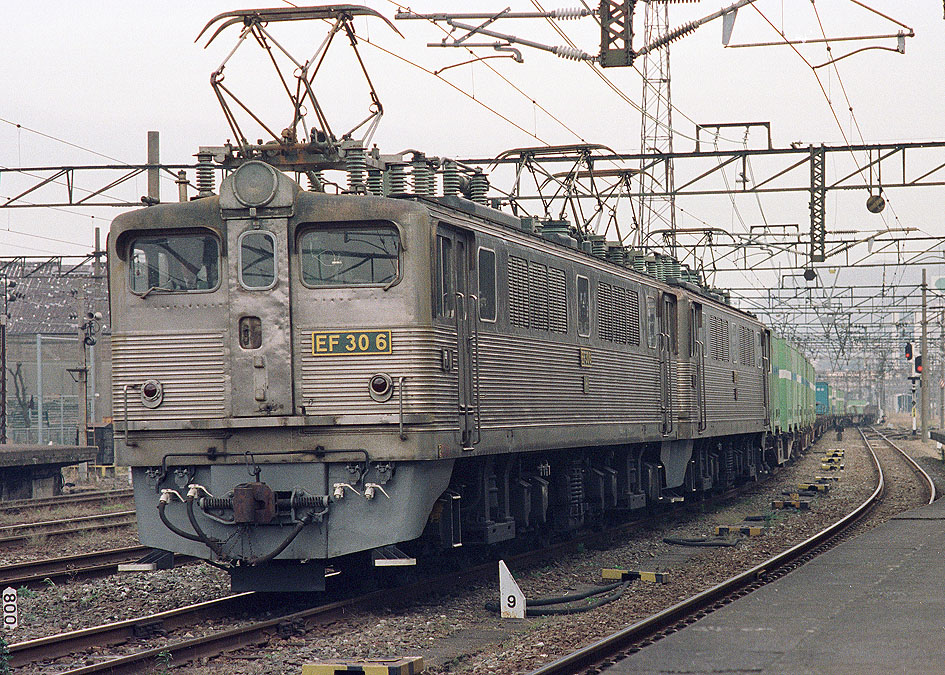
1961年に交流電化された九州（門司港・久留米間）と直流電化方式の本州との間で電気機関車を入れ替える必要があるため（直流の関門トンネルを出るとすぐに交流となる）、交直流両用の国鉄EF30形電気機関車でリレーした。門司駅はそのための重要な停車駅であった。

1975年（昭和50年）、山陽新幹線新下関・小倉間の新関門トンネルが開通して東京・博多間の新幹線全線が開業した。新幹線は門司で止まらない上、在来線でも、関門をまたぐ寝台特急が激減し、小倉、博多を中心にダイヤグラムが組まれるようになって、それまで電気機関車の入れ替え駅として活躍していた門司駅の繁栄が失われる転機となった。小倉、黒崎、さらに新幹線の終着点である福岡市が発展する一方、門司は経済成長から取り残された。他方、経済的な発展から取り残されたがゆえに、歴史的な町並みが残され、後のレトロ事業につながった側面もある。

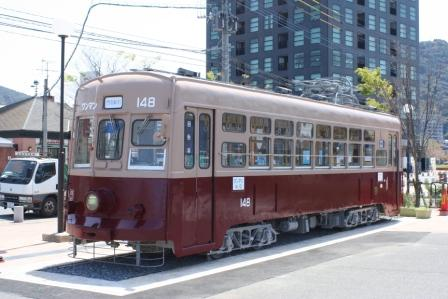
2000年（平成12年）に全路線が廃線となった西鉄北九州線の路面電車車両。

モータリゼーションの進行に伴い、交通渋滞が深刻化したため、1985年（昭和60年）10月、門司・砂津間の路面電車が廃止となり、他の西鉄北九州線の路線も順次廃線となった。企業は小倉や博多に九州支店を移すところが増え、1987年（昭和62年）の国鉄分割民営化後、JR九州は本社中枢機能を福岡市に移転し、門司港経済への影響が大きかった。

### 門司港レトロ
門司では、経済が沈滞する中、老朽化した建物・倉庫群が取壊しの対象となり、旧門司税関、旧大阪商船、旧門司三井倶楽部（門鉄会館）などの歴史的な建物も解体されようとしていた。

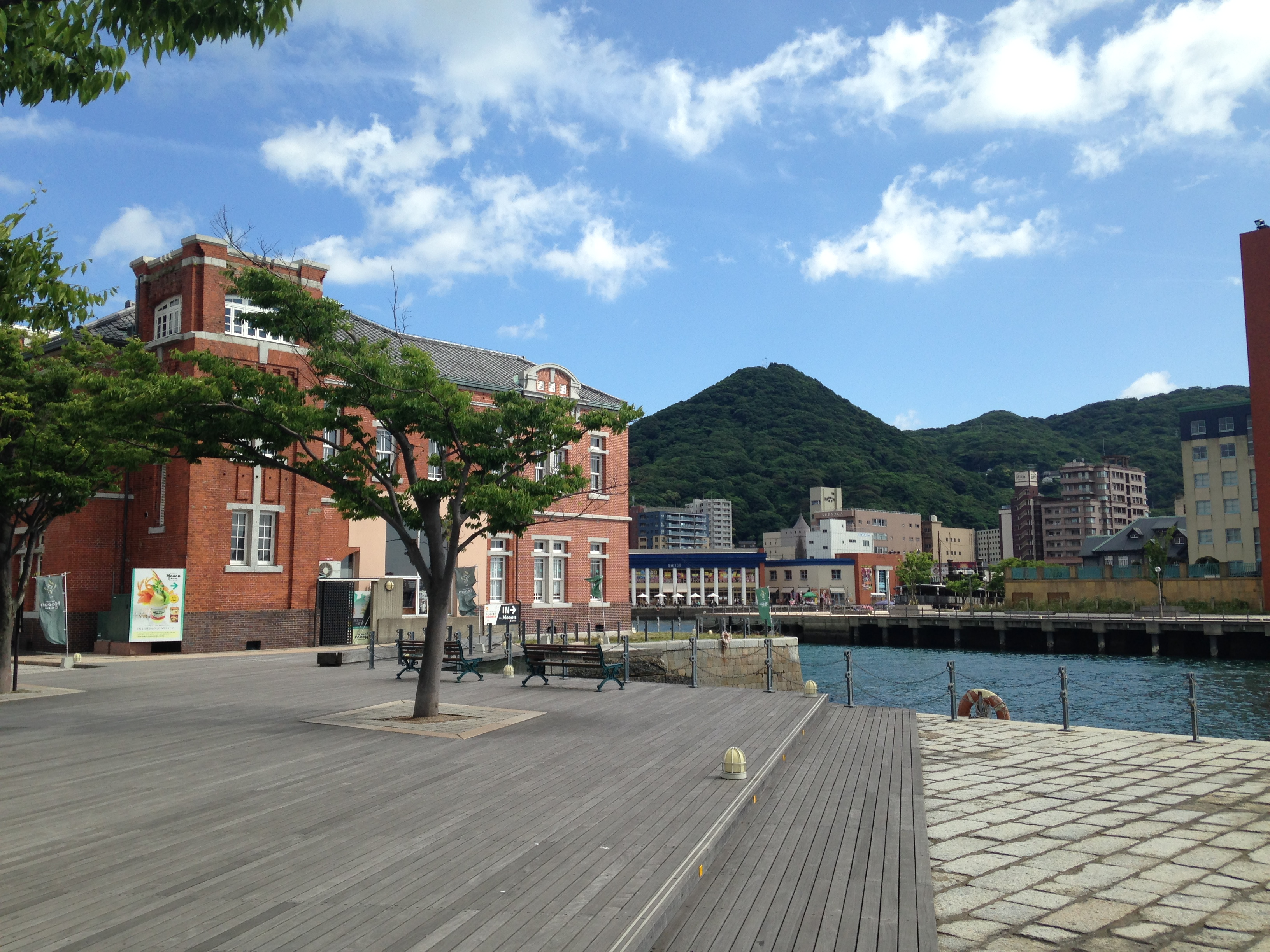
門司港レトロ事業で復元された旧門司税関と第1船溜り周辺に整備された商業施設。

1986年（昭和61年）に北九州市長に就任した末吉興一は、翌1987年（昭和62年）、門司港に残る歴史的遺産を生かして街を整備する「門司港レトロ」構想に着手した。特に、1988年（昭和63年）に門司港駅が国の重要文化財に指定されたことを機に、洋風建築保存・活用の気運が本格化した。この年、北九州市の「門司港レトロめぐり・海峡めぐり推進事業」が自治省のふるさとづくり特別対策事業に採択され、予算が付与された。運輸省の歴史的港湾環境創造事業を利用した旧門司税関の復元、第1船溜り出入口の跳ね橋「ブルーウィングもじ」などの西海岸地区緑地整備事業、友好都市大連市の旧東清鉄道事務所を複製した国際友好記念図書館の建設も進められた。総事業費約300億円が投入され、1995年（平成7年）3月、門司港レトロがグランドオープンした。第1船溜りを中心に、賑わいが生まれた。
その後、1997年（平成9年）から2007年（平成19年）にかけて門司港レトロ第2期事業が実施され、九州鉄道記念館や海峡ドラマシップ（関門海峡ミュージアム）など、新しい観光施設、宿泊施設、商業施設も次々オープンした。かつての門司築港が建設した門司港・外浜を通る線路には、2005年（平成17年）まで貨物列車が走っていたが、平成筑豊鉄道門司港レトロ観光線のトロッコ列車（潮風号）が走るようになった。2014年（平成26年）には三宜楼が保存修理工事を経て一般公開された。

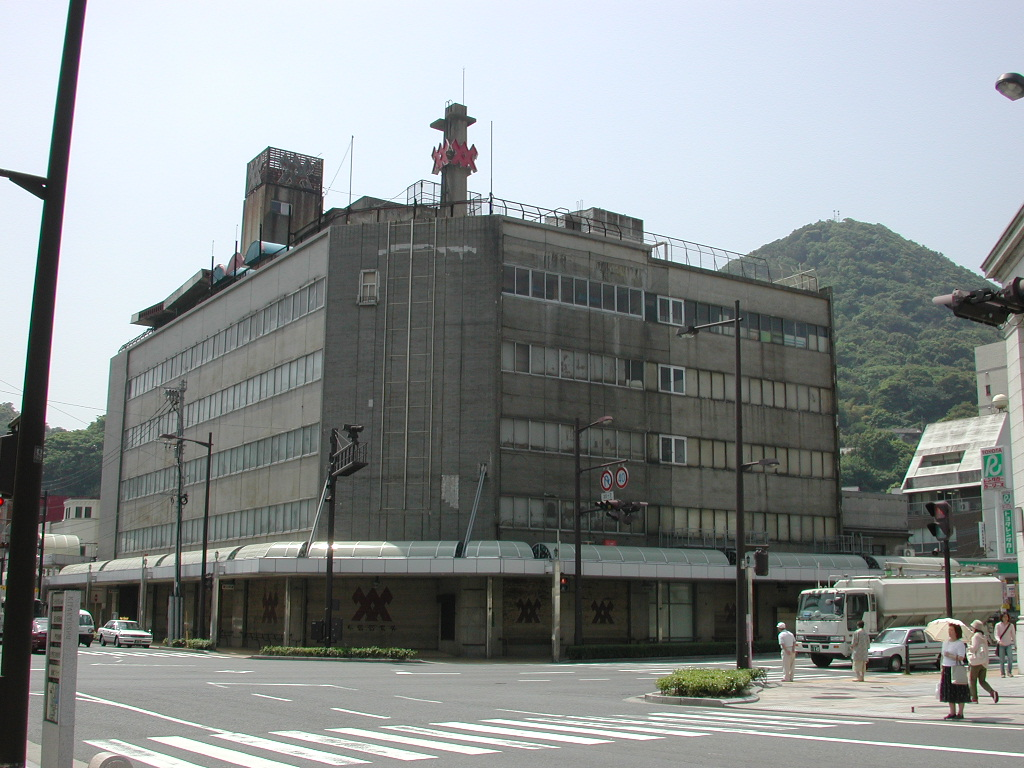
2001年（平成13年）に閉店した山城屋。

一方、1937年（昭和12年）に門司港地区に開業し門司唯一のデパートとして親しまれていた山城屋が、小倉を中心とするデパート戦争に取り残され、1994年（平成6年）に倒産手続に入り、2001年（平成13年）に閉店し、経済の衰えを象徴する出来事となった。観光地化された中心部を外れると、人通りが少なく、寂れつつあるとの指摘もある。